# Architecture en Yougoslavie

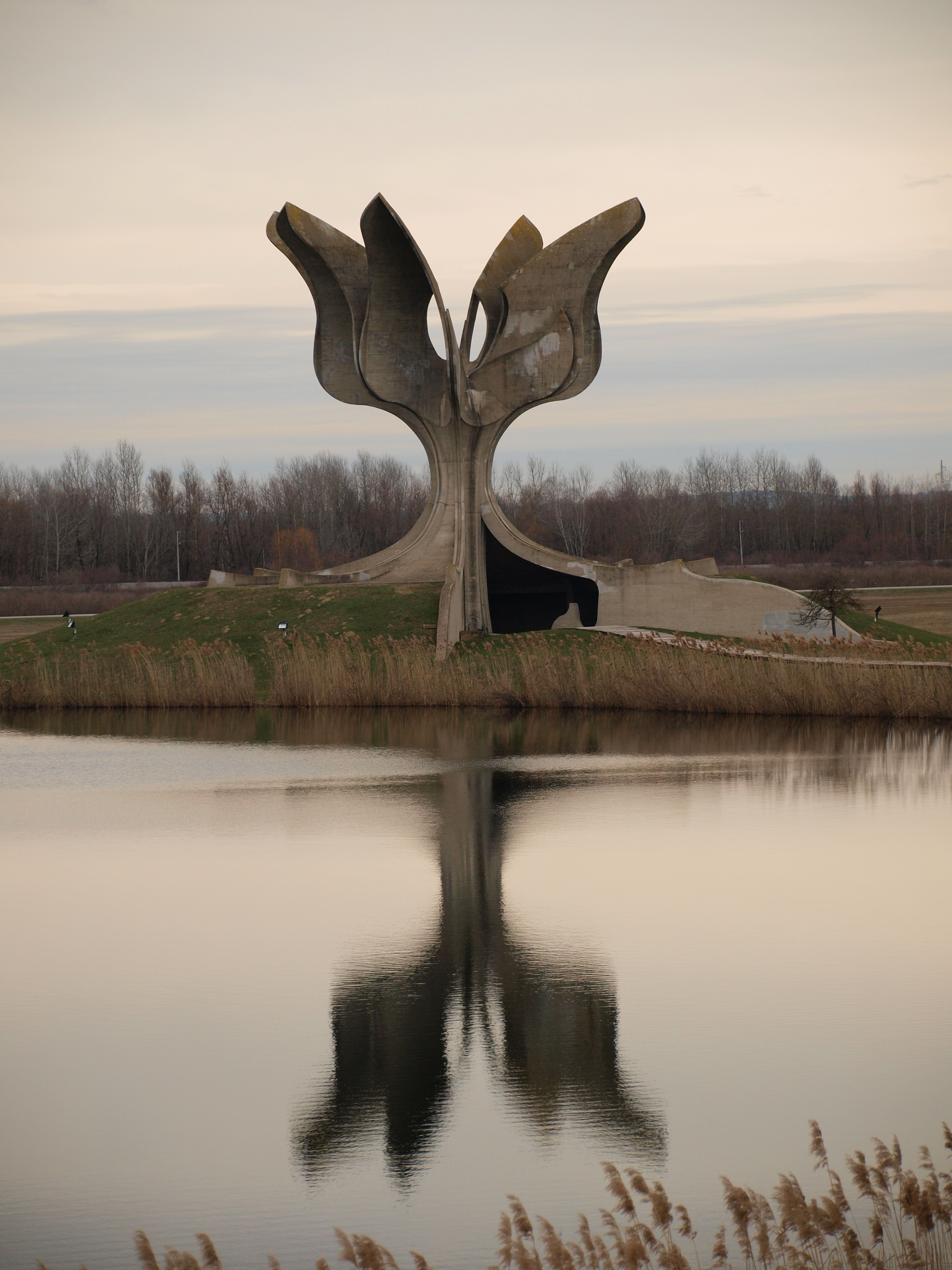
La Fleur de pierre (1966) de Bogdan Bogdanović à Jasenovac.

L'architecture de la Yougoslavie était caractérisée par des récits nationaux et régionaux émergents, uniques et souvent très divers. En tant qu'État socialiste non-aligné, la Yougoslavie a adopté une identité hybride qui combinait les tendances architecturales, culturelles et politiques de la démocratie libérale occidentale et du communisme à la soviétique.

## Modernisme de l'entre-deux-guerres
L'architecture yougoslave est apparue dans les premières décennies du XXe siècle, avant même la création de l'État yougoslave ; au cours de cette période, un certain nombre de créateurs slaves du Sud, enthousiasmés par la possibilité de la création d'un État yougoslave, ont organisé une série d'expositions d'art en Serbie au nom d'une identité slave partagée. Après la centralisation gouvernementale qui a suivi la création du royaume de Yougoslavie en 1918, cet enthousiasme initial venu de la base a commencé à s’estomper. L'architecture yougoslave est devenue de plus en plus dictée par une autorité nationale très centraliste et qui cherchait à établir une identité étatique unifiée.
Au début des années 1920, les architectes yougoslaves ont commencé à prôner le modernisme architectural, considérant ce style comme l’extension logique des récits nationaux progressistes. Le Groupe des architectes du mouvement moderne, une organisation fondée en 1928 par les architectes Branislav Kojić, Milan Zloković, Jan Dubovy et Dusan Babic, a fait pression pour l'adoption généralisée de l'architecture moderne comme le style « national » de la Yougoslavie, ce afin de transcender les différences régionales. Malgré ces changements, les relations, différentes d'une constituante à l'autre, avec l'Occident ont rendu l'adoption du modernisme incohérente en Yougoslavie pendant la Seconde Guerre mondiale ; alors que les républiques les plus occidentales de Croatie et de Slovénie étaient familières avec l'influence occidentale et désireuses d'adopter le modernisme, la Bosnie, longtemps demeurée ottomane, est restée plus réticente à le faire. De toutes les villes yougoslaves, Belgrade possède la plus forte concentration de structures modernistes,.

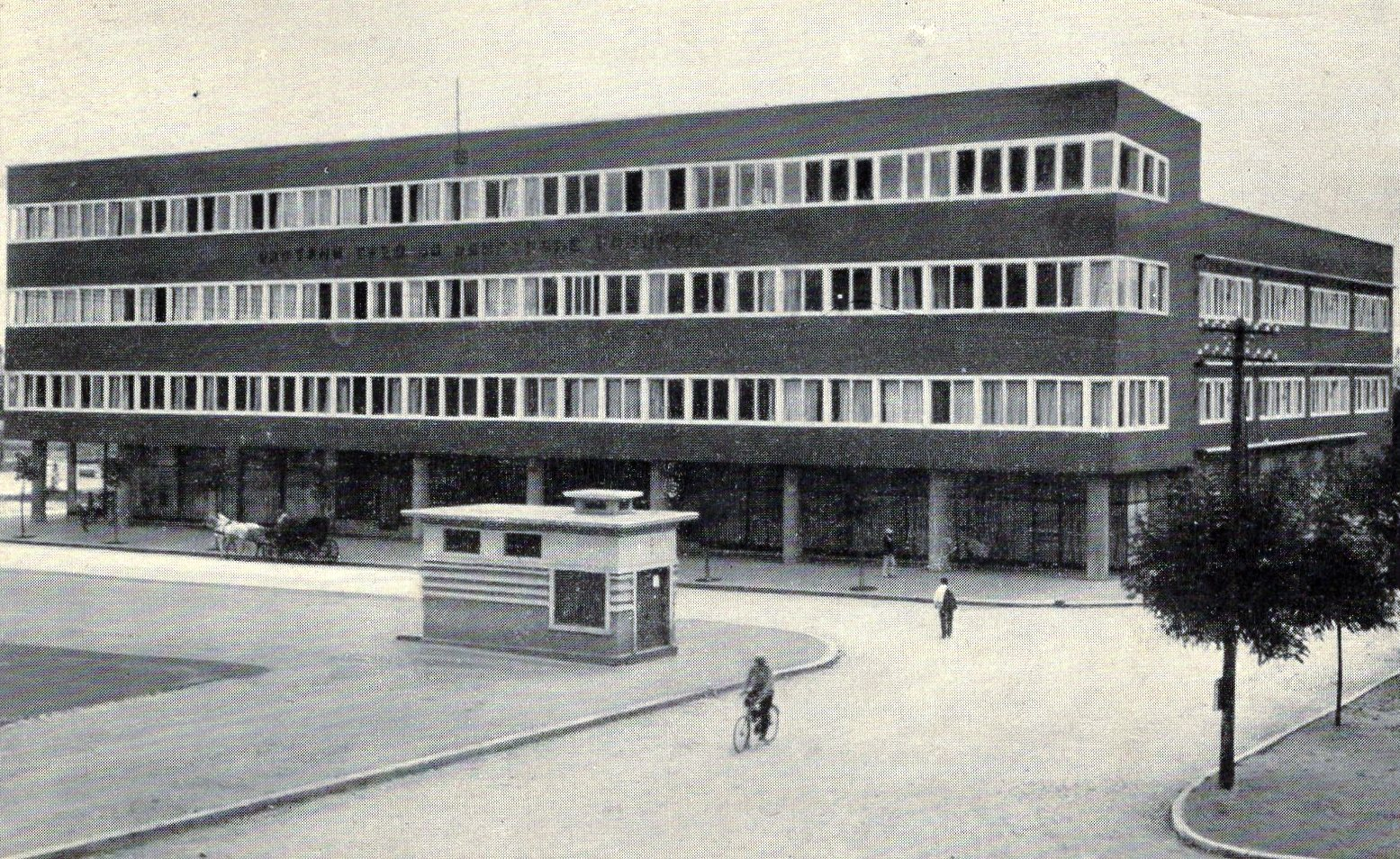
Hôpital municipal de Skopje (Drago Ebler (en), 1930)
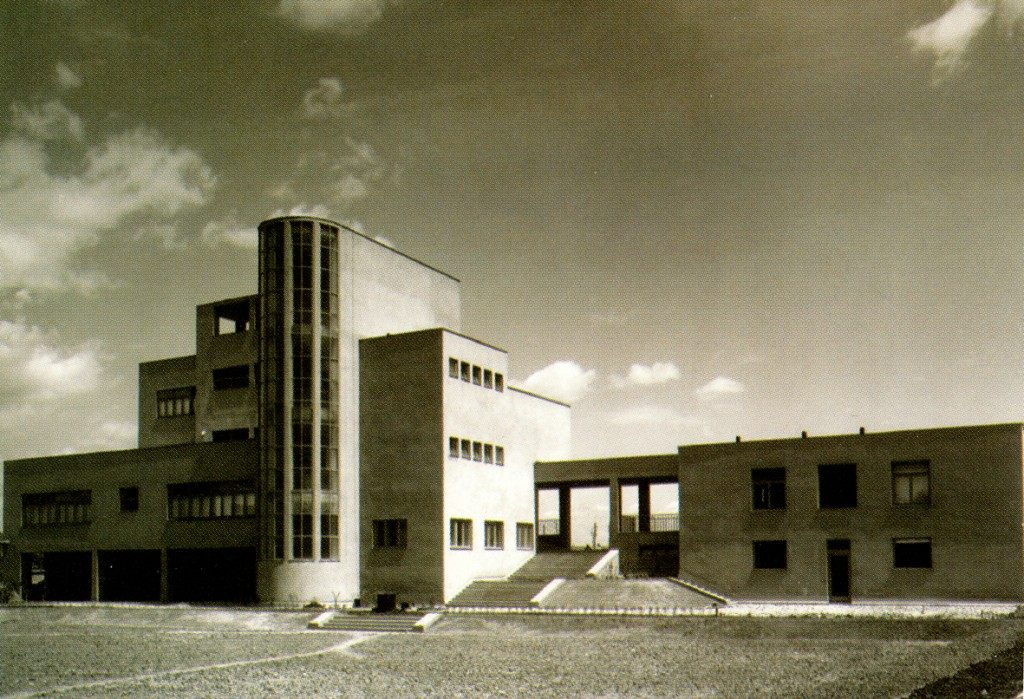
École moderniste de Zagreb (Ivan Zemljak (en), 1930)
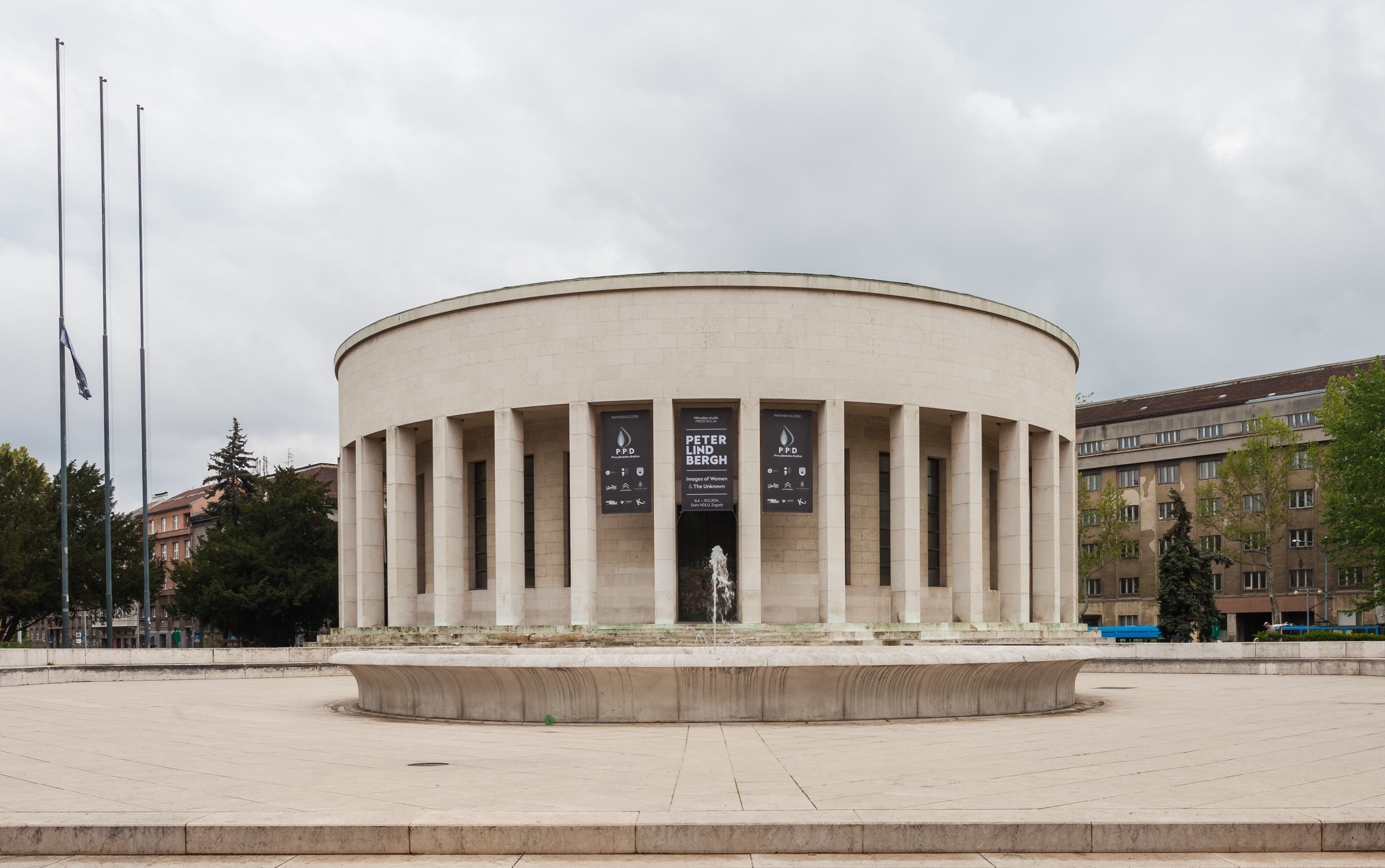
Pavillon Meštrović (en) (1933, Ivan Meštrović), Zagreb
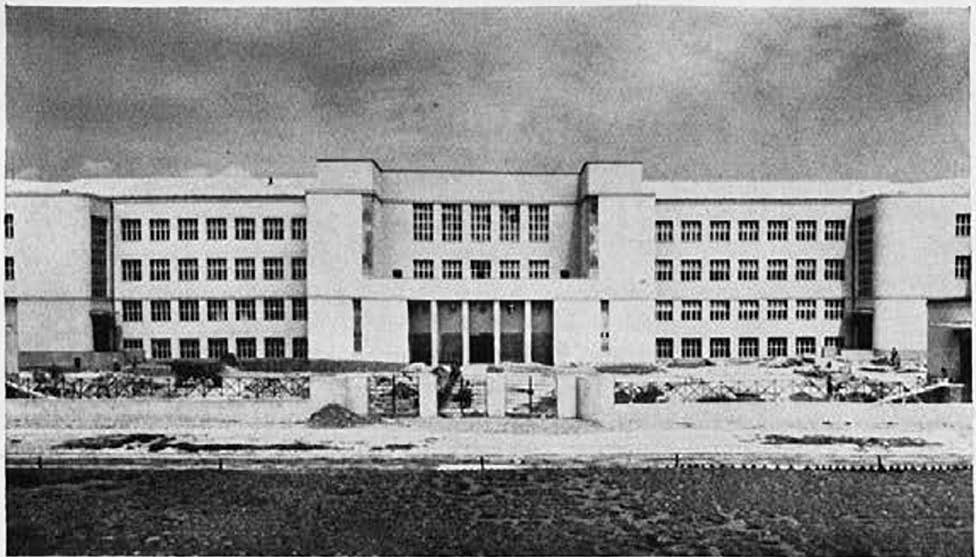
École secondaire à Zagreb (Egon Steinmann (hr), 1933)
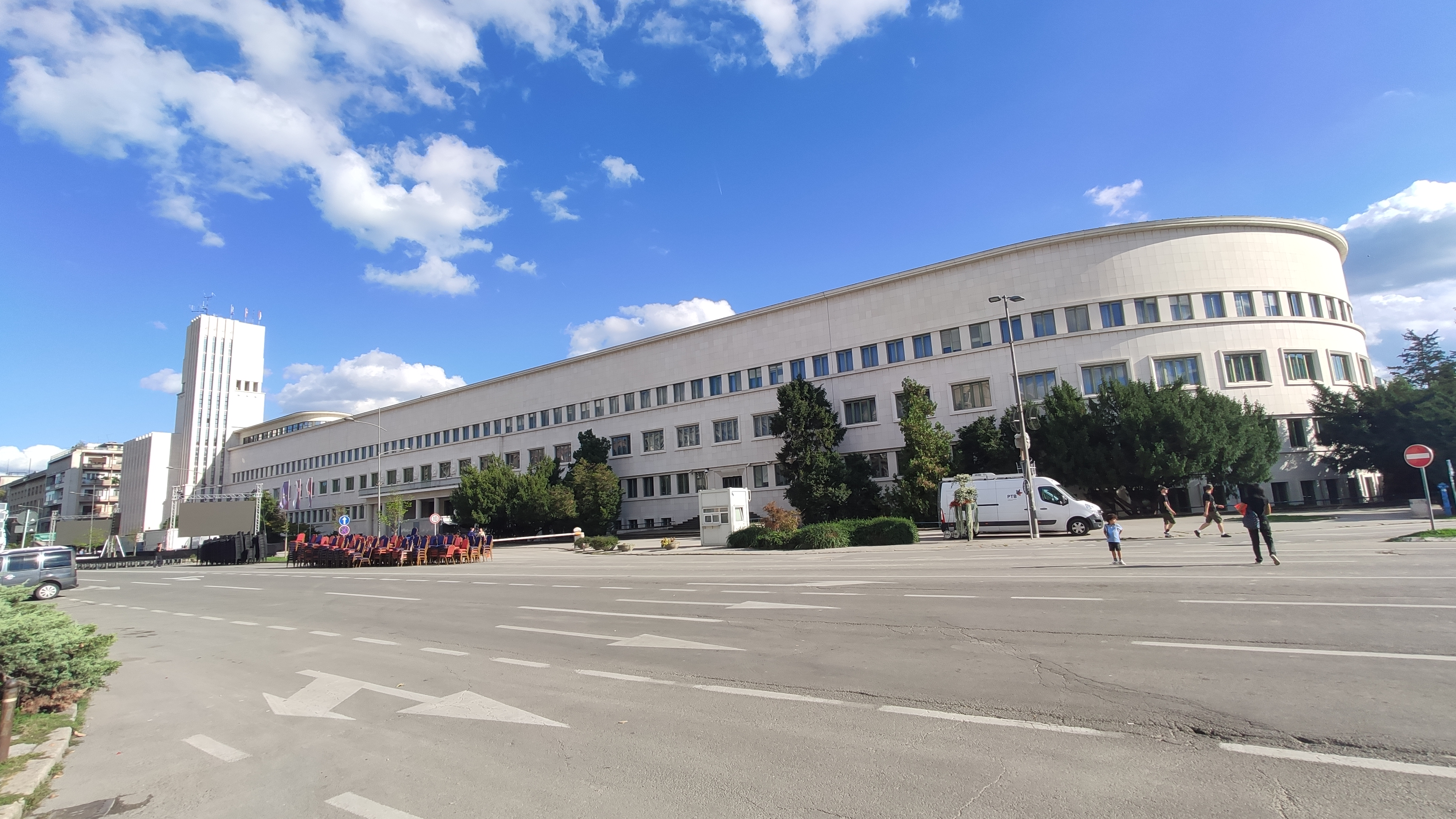
Complexe de la Banovine à Novi Sad à Novi Sad (1939, Dragiša Brašovan)
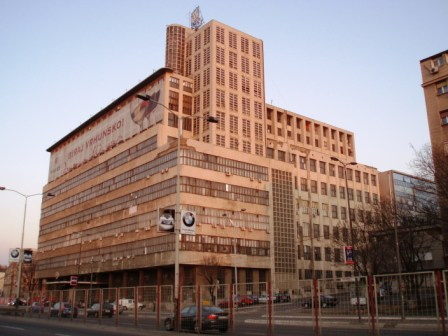
Bâtiment de l'imprimerie nationale de Serbie à Belgrade (Dragiša Brašovan, 1941)

## Le réalisme socialiste (1945-1948)

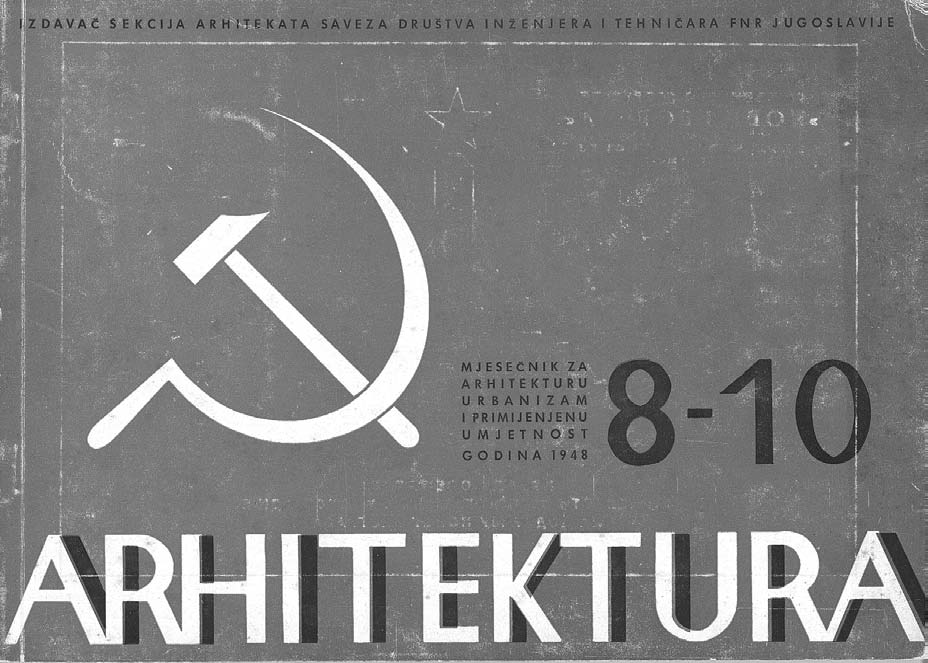
Couverture de l'édition de 1948 du journal d'architecture Arhitektura de Zagreb ; le réalisme socialiste était le style dominant représenté dans la publication jusqu'en 1949.

Immédiatement après la Seconde Guerre mondiale, la brève association de la Yougoslavie avec le bloc de l'Est a inauguré une courte période de réalisme socialiste. La centralisation au sein du modèle communiste a conduit à l’abolition des cabinets d’architecture privés et au contrôle de la profession par l’État. Durant cette période, le Parti communiste au pouvoir condamna le modernisme comme étant du « formalisme bourgeois », une démarche qui provoqua des frictions au sein de l'élite architecturale moderniste d'avant-guerre du pays.

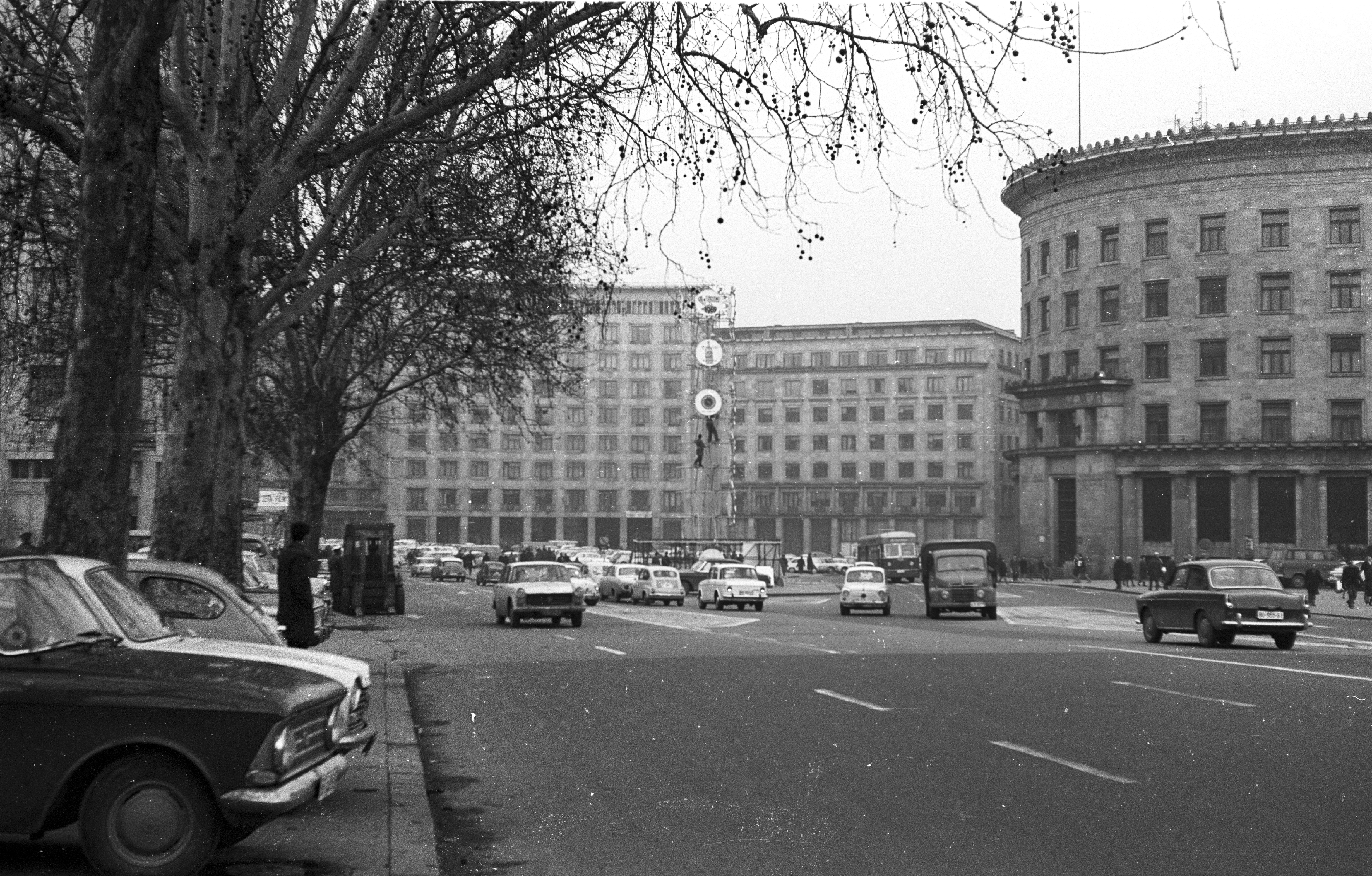
Maison des syndicats de Belgrade, par Branko Petričić (1947)
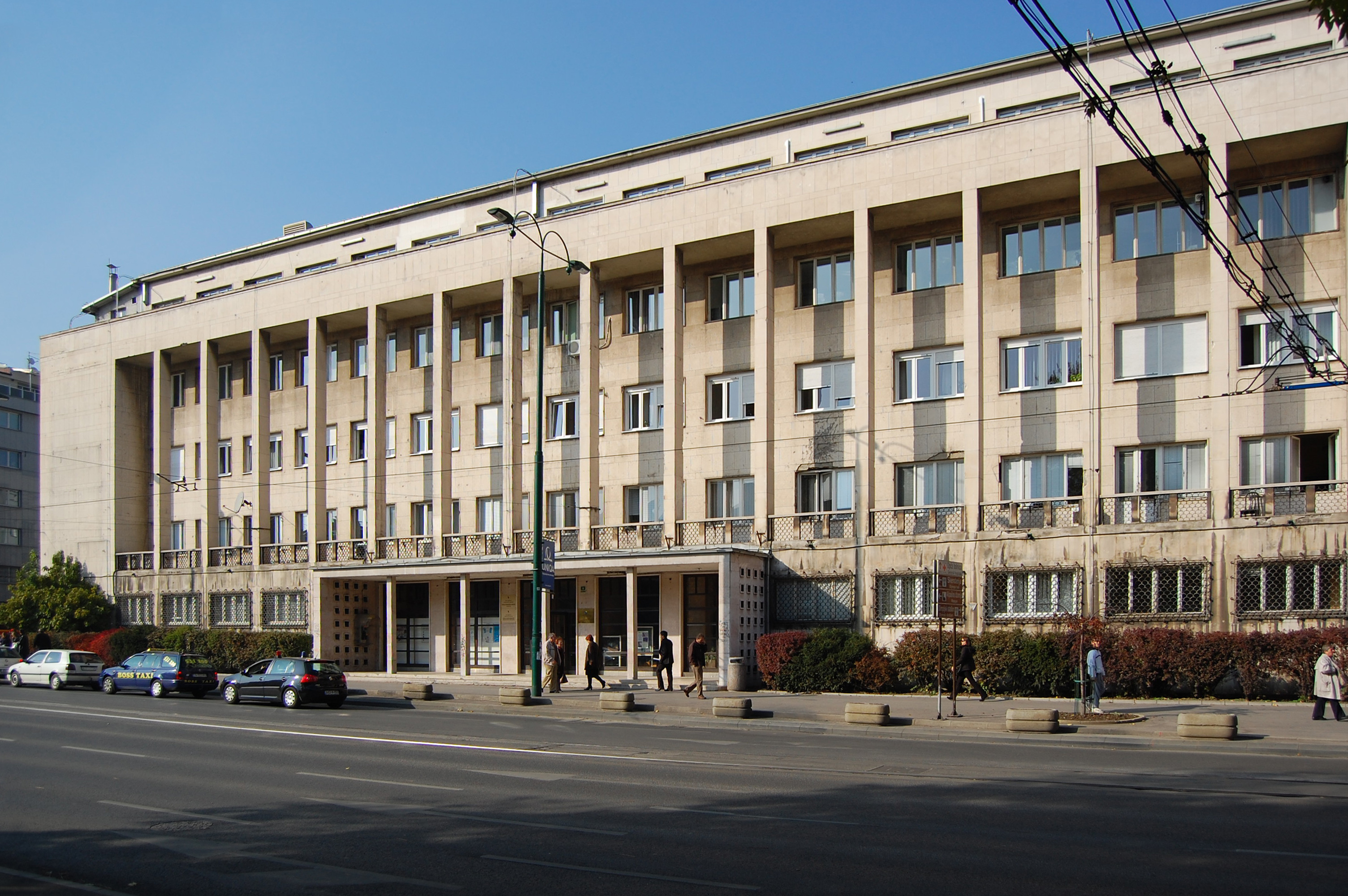
Institut de Santé publique de Sarajevo, par Tihomir Ivanović (en) (1951)

## Modernisme (1948-1992)

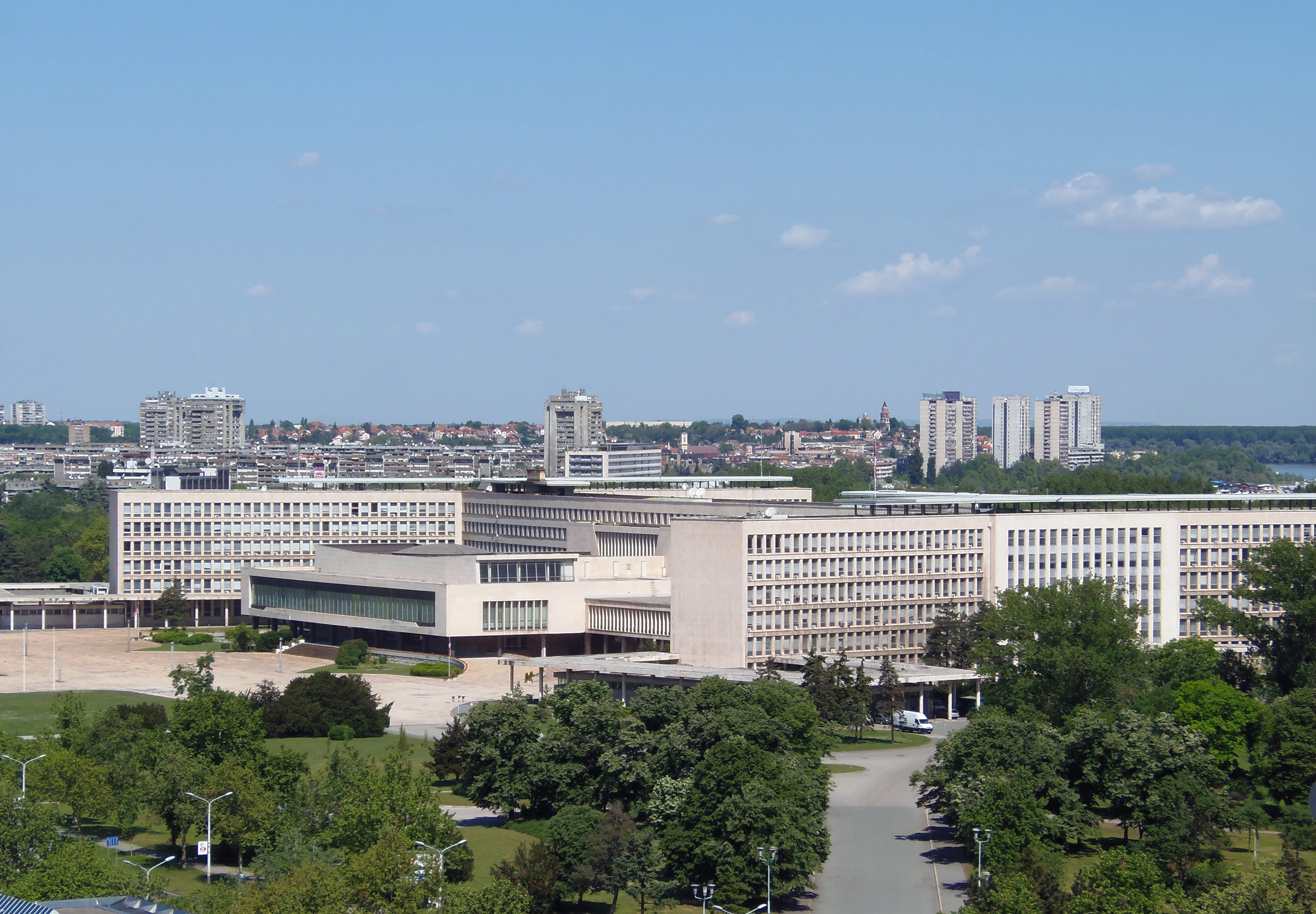
Palais de la Fédération (1950) de Potočnjak et Janković, à Belgrade.

Le développement de l'architecture réaliste socialiste en Yougoslavie a pris fin brutalement avec la rupture entre Josip Broz Tito et Staline en 1948. Au cours des années suivantes, la nation yougoslave s'est de plus en plus tournée vers l'Ouest, revenant au modernisme qui avait caractérisé l'architecture yougoslave d'avant-guerre. À cette époque, l'architecture moderniste est devenue le symbole de la rupture du pays avec l'URSS (une notion qui a ensuite diminué avec l'acceptabilité croissante du modernisme dans le bloc de l'Est),. Le retour de la nation au modernisme après la guerre est peut-être mieux illustré par le Pavillon de la Yougoslavie de 1958 de Vjenceslav Richter (en), largement acclamé, à l'Expo 58, dont la nature ouverte et lumineuse contrastait avec l'architecture beaucoup plus lourde de l'Union soviétique.

### Spomeniks
Durant cette période, la rupture yougoslave avec le réalisme socialiste soviétique s'est combinée aux efforts de commémoration de la Seconde Guerre mondiale, ce qui a conduit à la création d'une immense quantité de monuments commémoratifs de guerre sculpturaux abstraits, connus aujourd'hui sous le nom de spomenik.

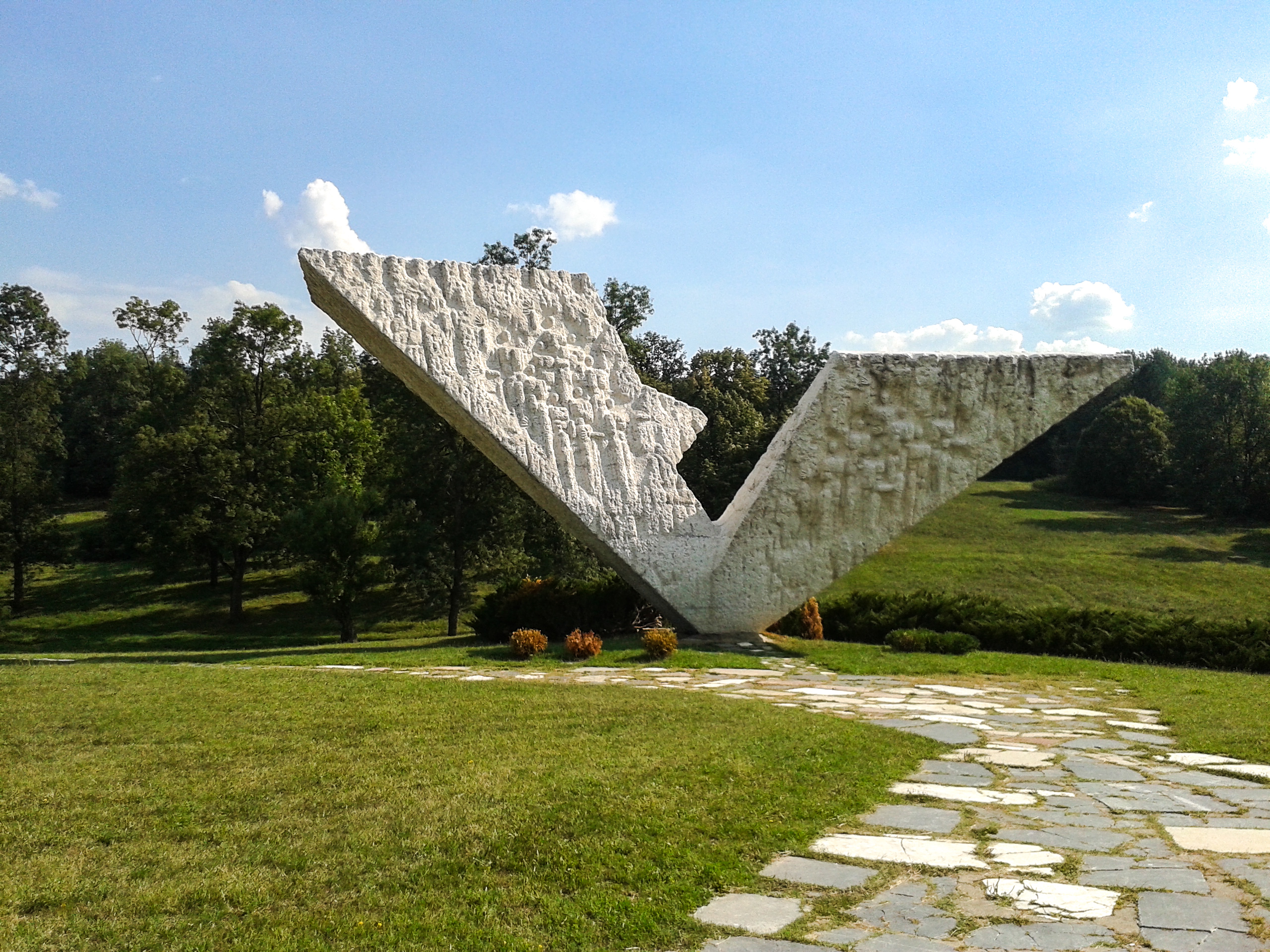
Parc mémoriel de Šumarice (1953) conçu par Miodrag Živković à Kragujevac
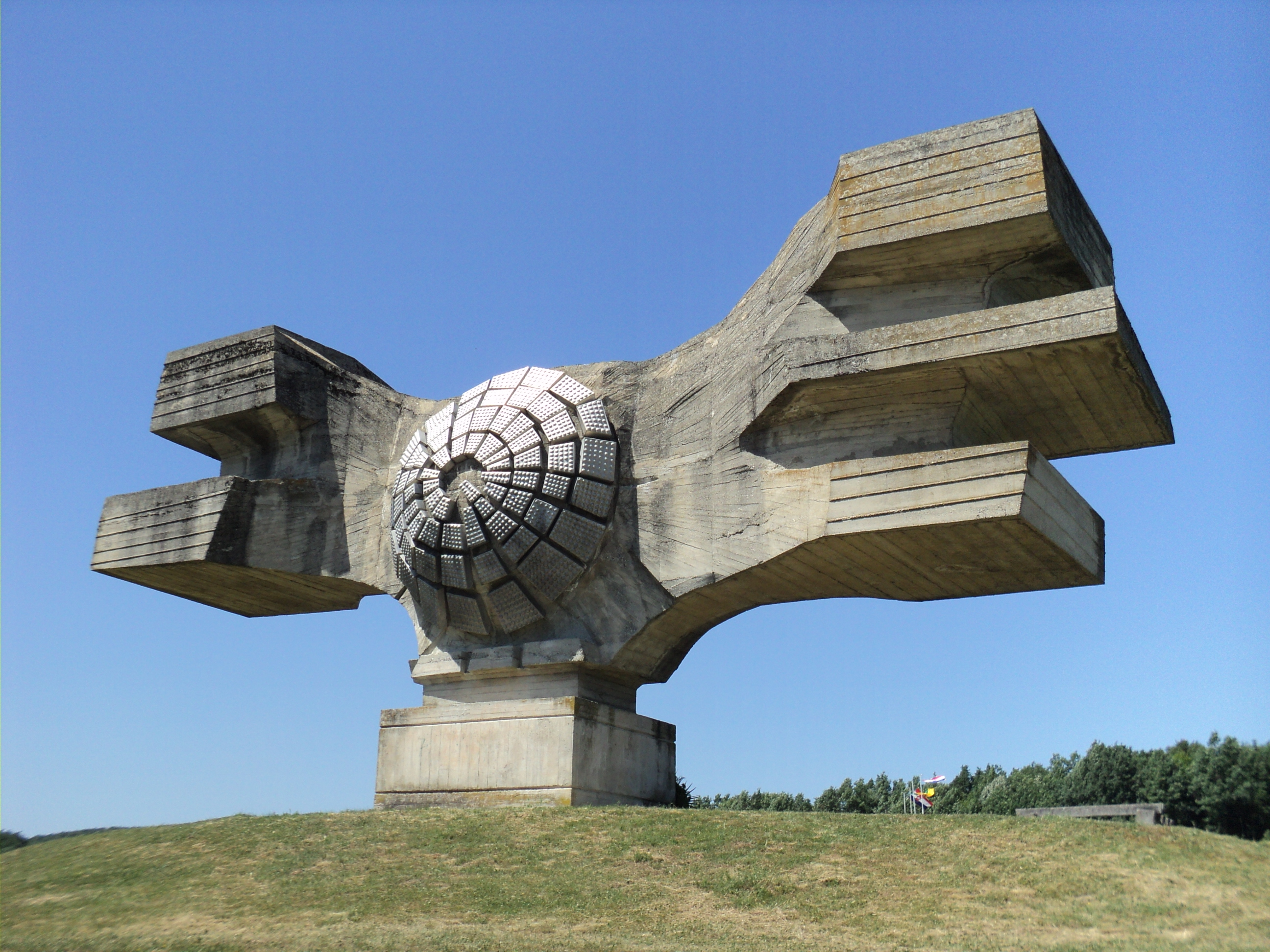
Monument à la Révolution (1967) conçu par Dušan Džamonja (en) à Podgarić
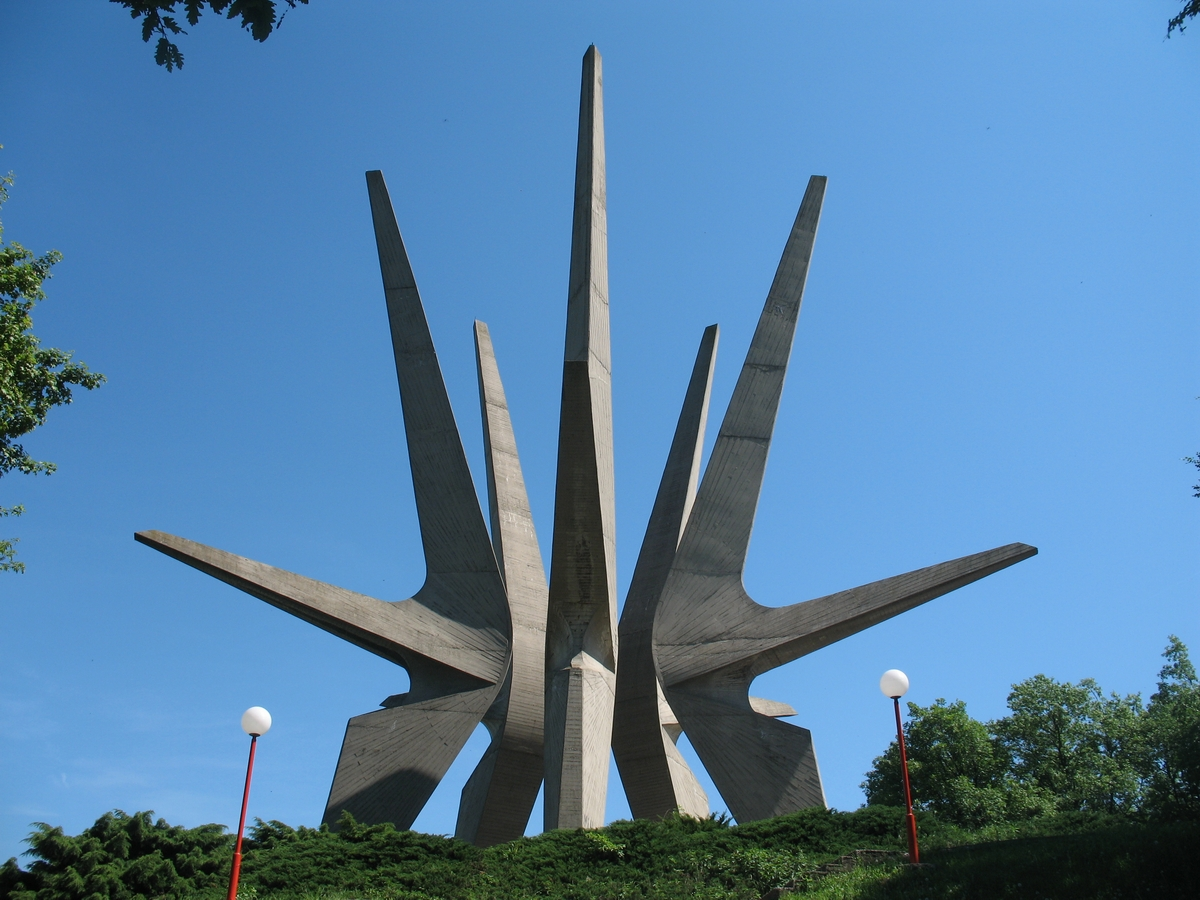
Monument au détachement partisan de Kosmaj (1971) à Belgrade
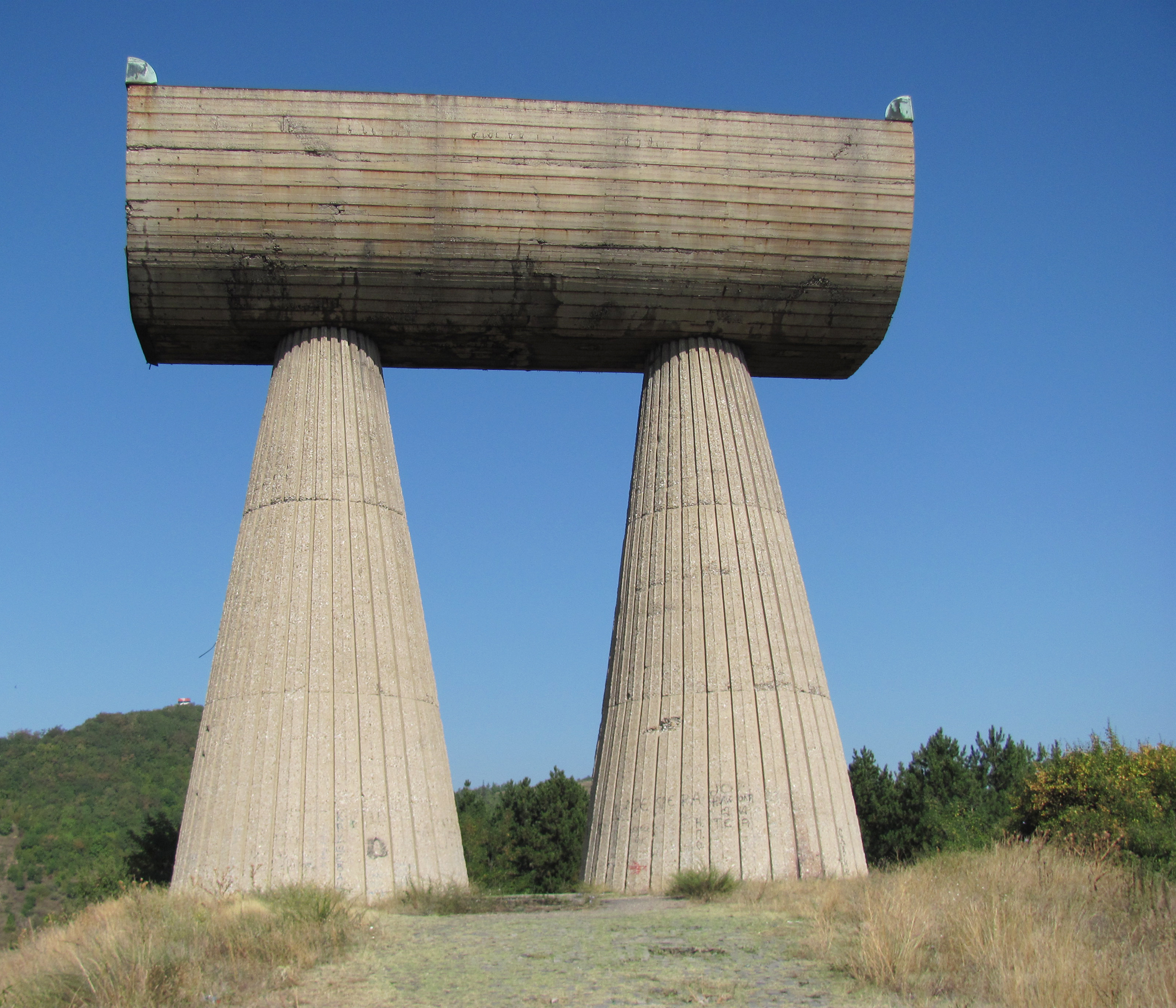
Monument des mineurs (1973) conçu par Bogdan Bogdanović à Kosovska Mitrovica
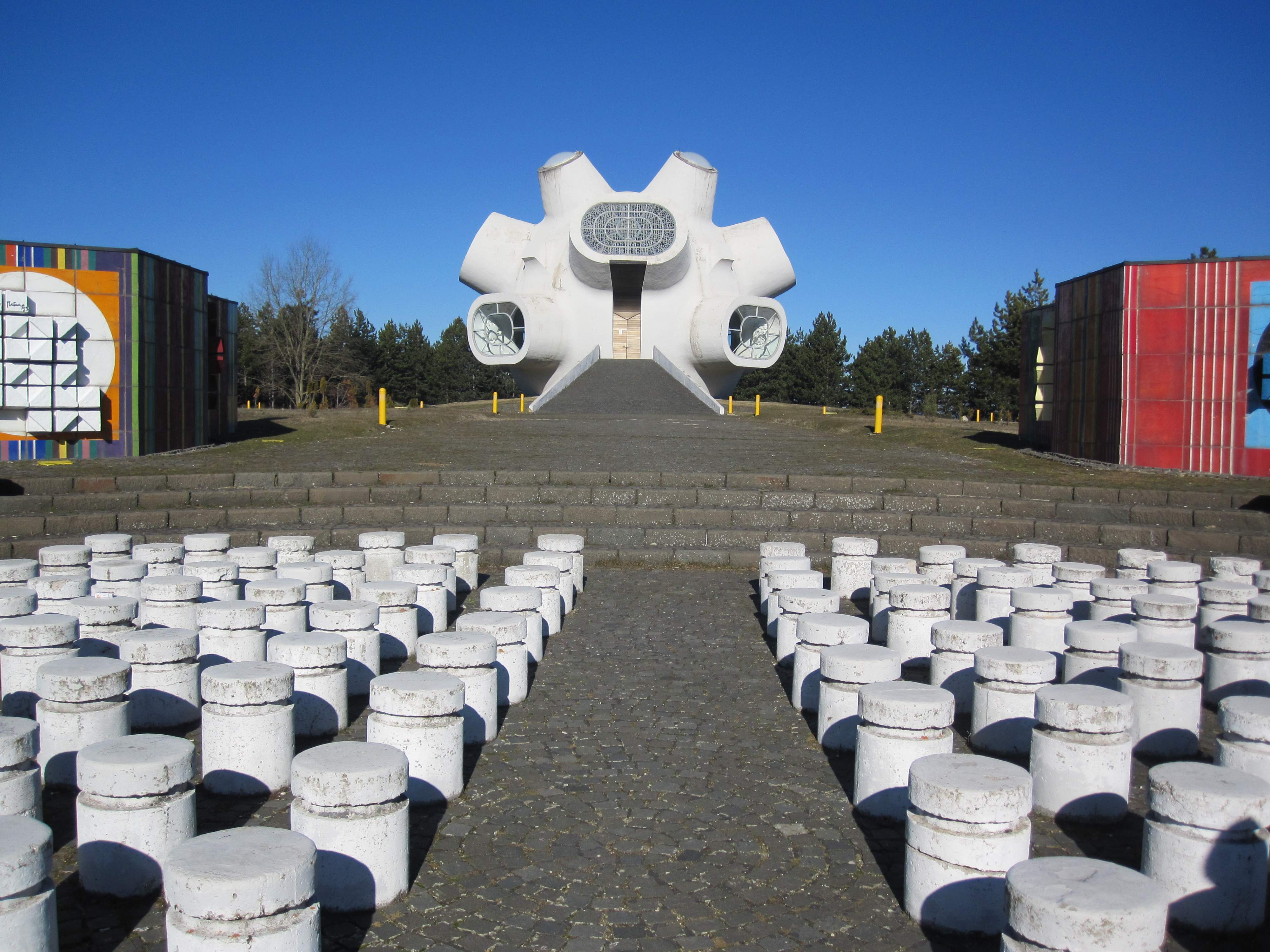
Monument à l'insurrection d'Ilinden (1974) conçu par Jordan Grabuloski (en) à Kruševo
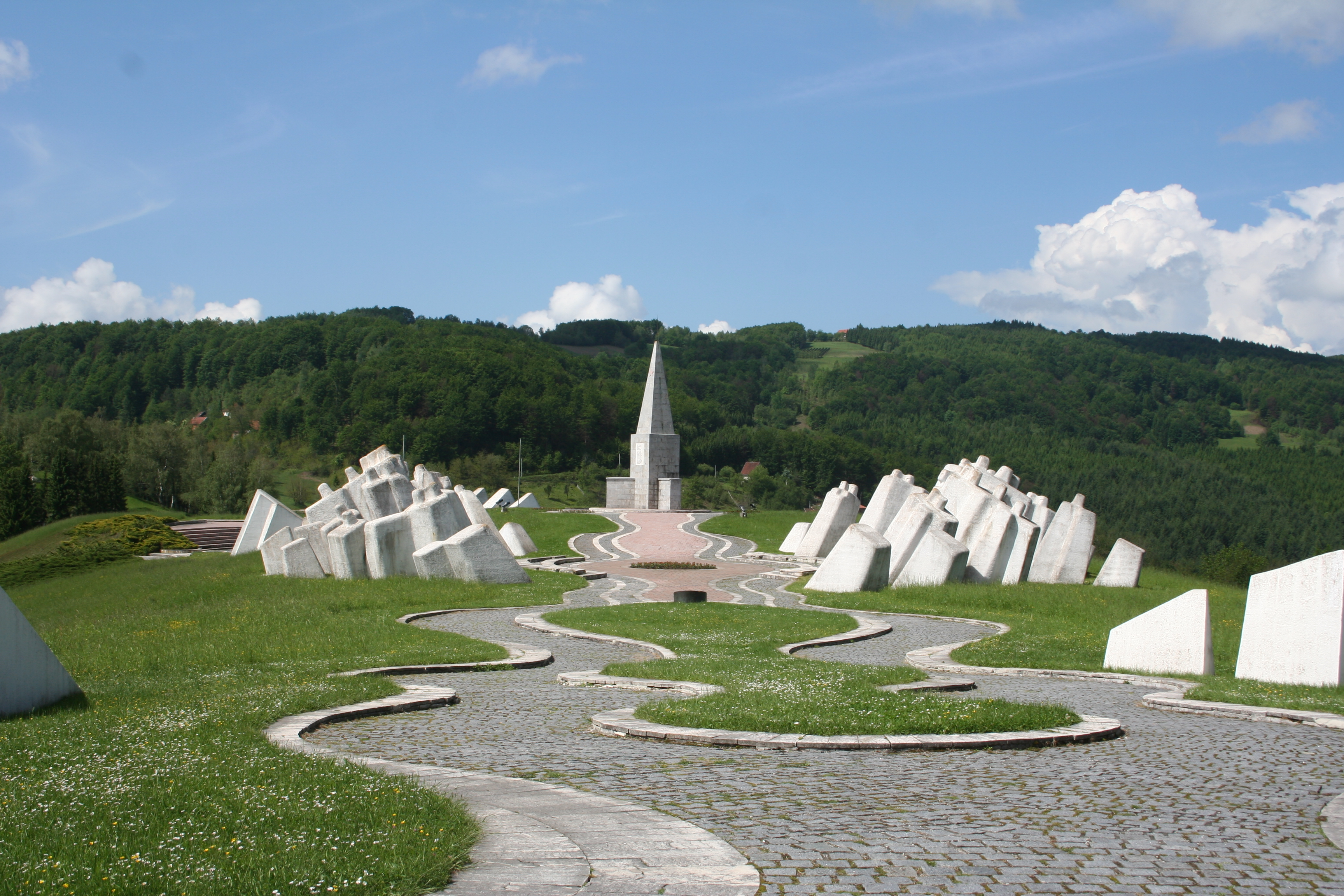
Mémorial (1979) conçu par Miodrag Živković et Aleksandar Đokić (en) à Kadinjača

### Le brutalisme
À la fin des années 1950 et au début des années 1960, le brutalisme a commencé à gagner des adeptes en Yougoslavie, en particulier parmi les jeunes architectes, une tendance probablement influencée par la dissolution du Congrès international d'architecture moderne en 1959. L'influence croissante du brutalisme dans le pays a été particulièrement illustrée par les efforts de reconstruction de Skopje après le très destructeur tremblement de terre de 1963. L'architecte japonais Kenzo Tange a joué un rôle clé dans la promotion du brutalisme dans la ville, allant jusqu'à proposer une refonte complète de Skopje dans ce style,. L'architecture de la ville est compilée dans le Masterplan de la ville de Skopje (1963), avec une collaboration dirigée par les équipes d'architectes internationaux des Nations Unies.

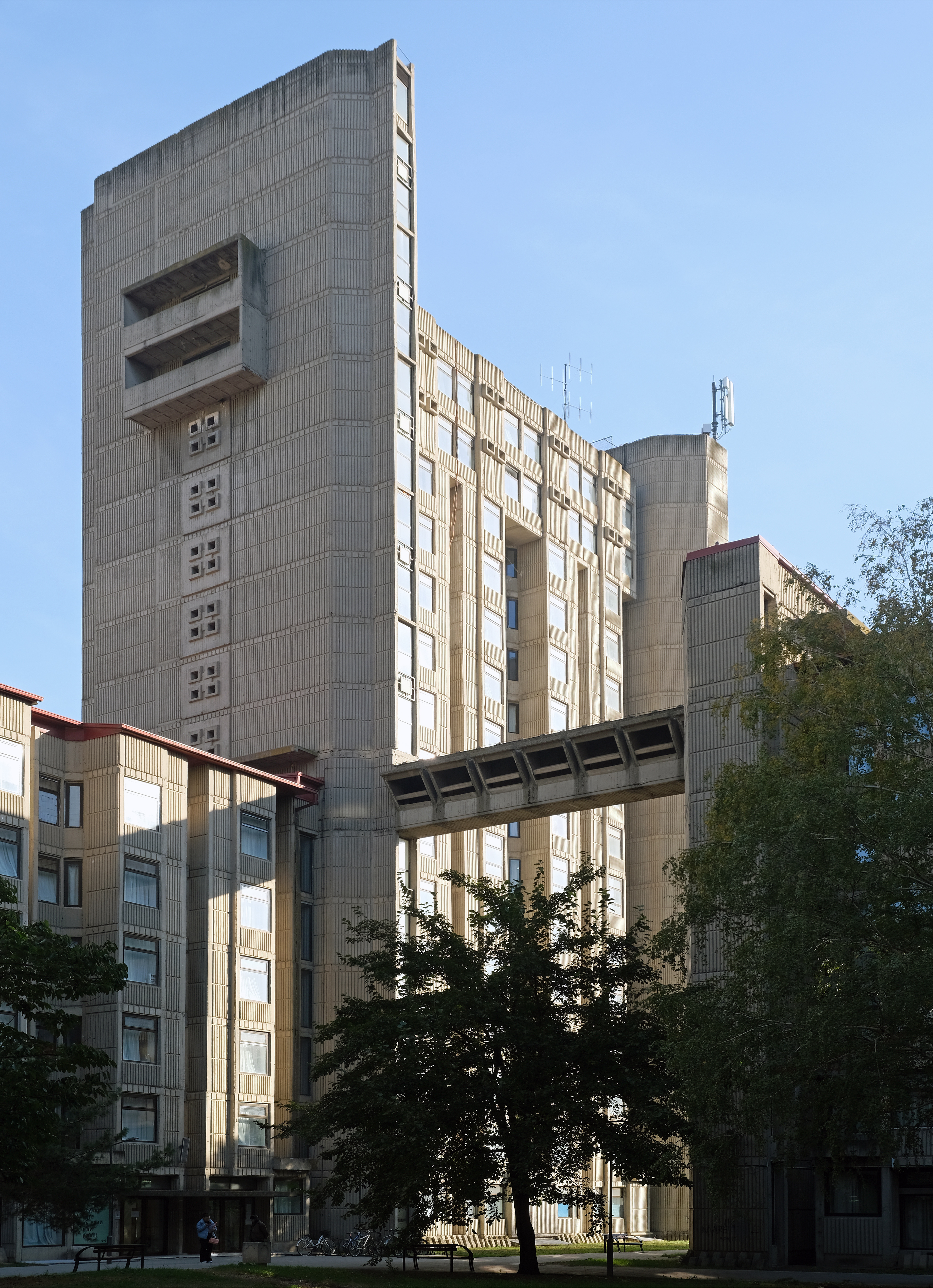
Résidence étudiante (1971) conçue par Georgi Konstantinovski à Skopje
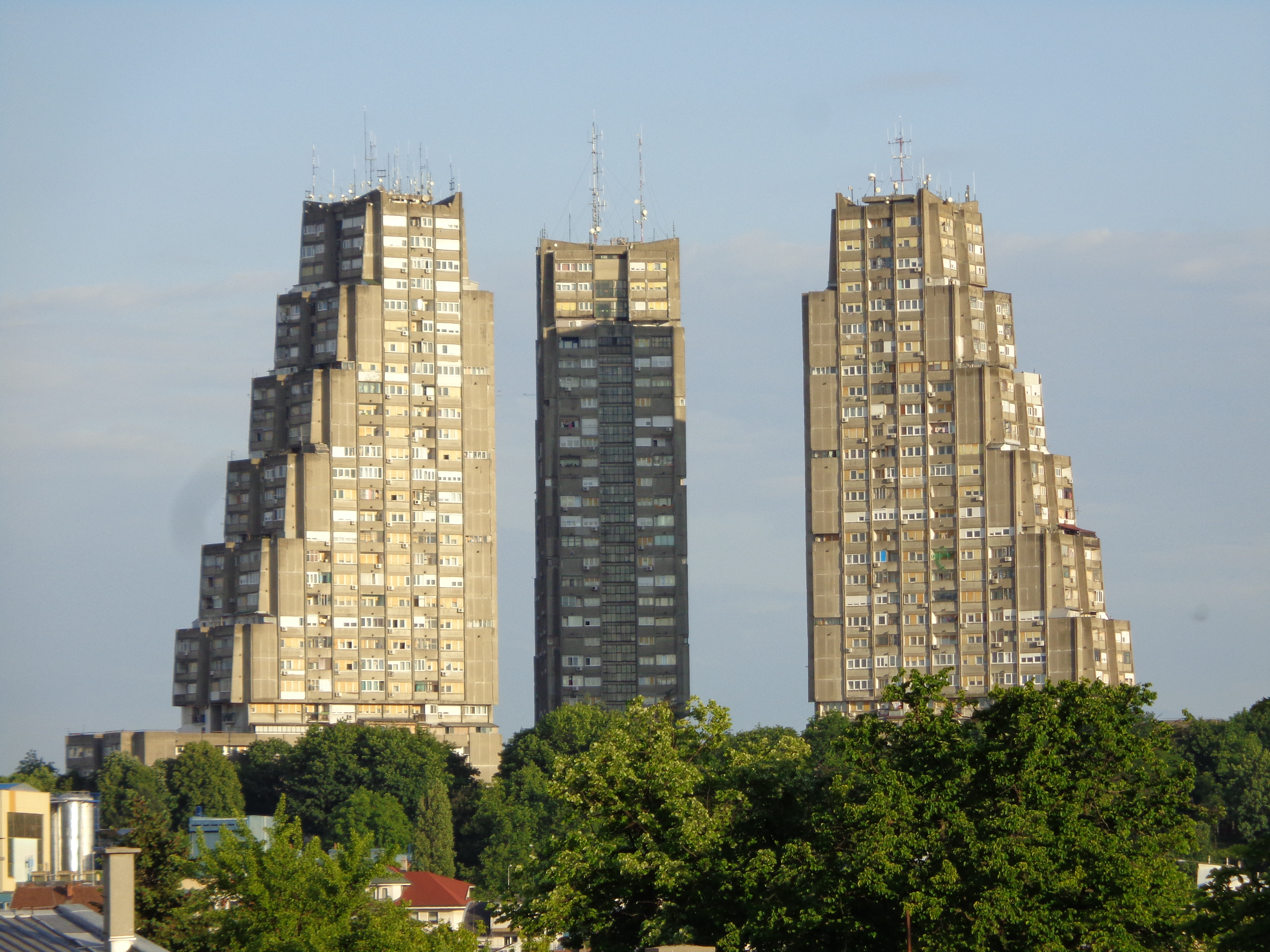
Porte de l'Est (en) (1976) conçue par Vera Ćirković à Belgrade
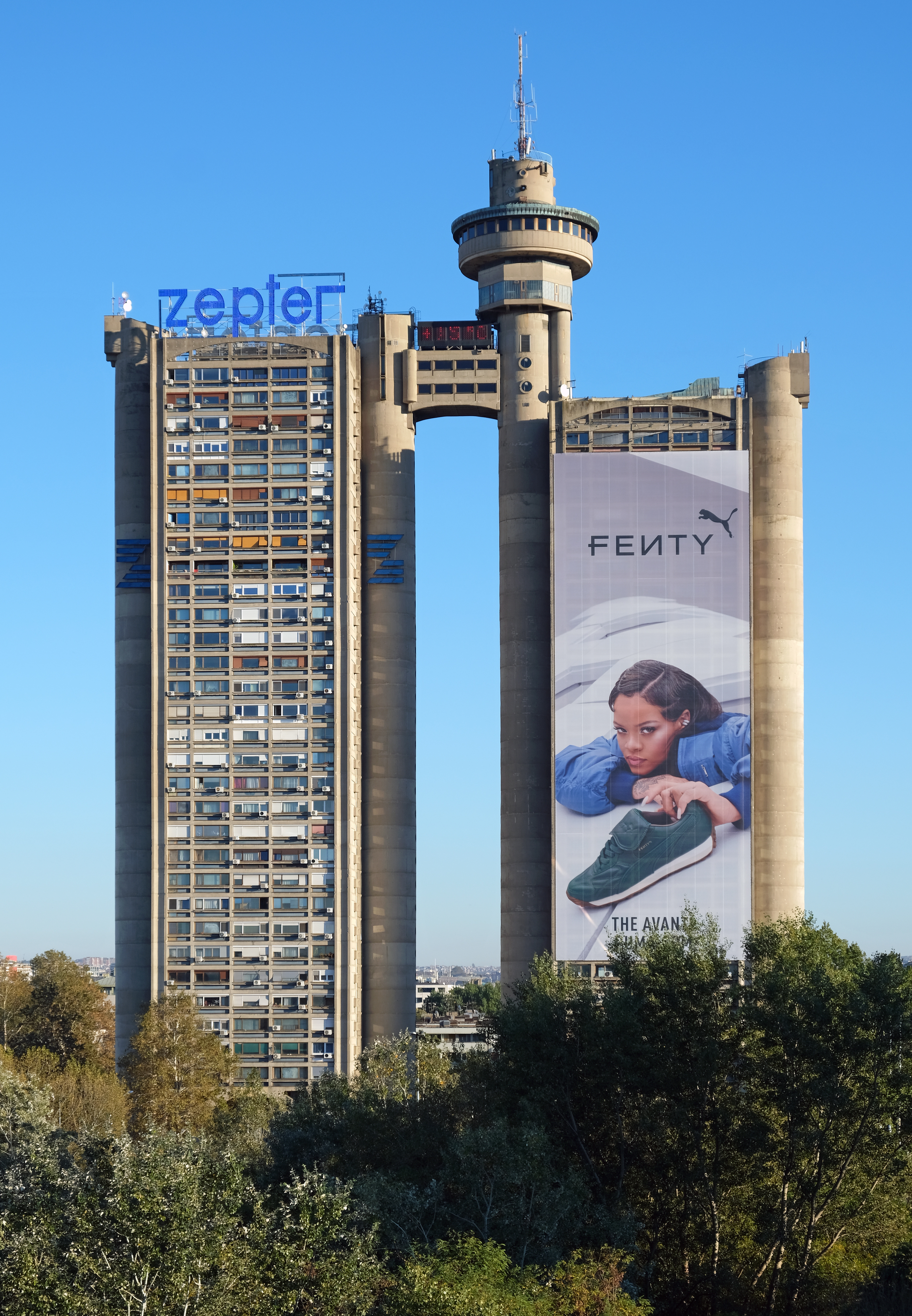
Porte de l'Ouest (1977) conçue par Mihajlo Mitrović à Belgrade
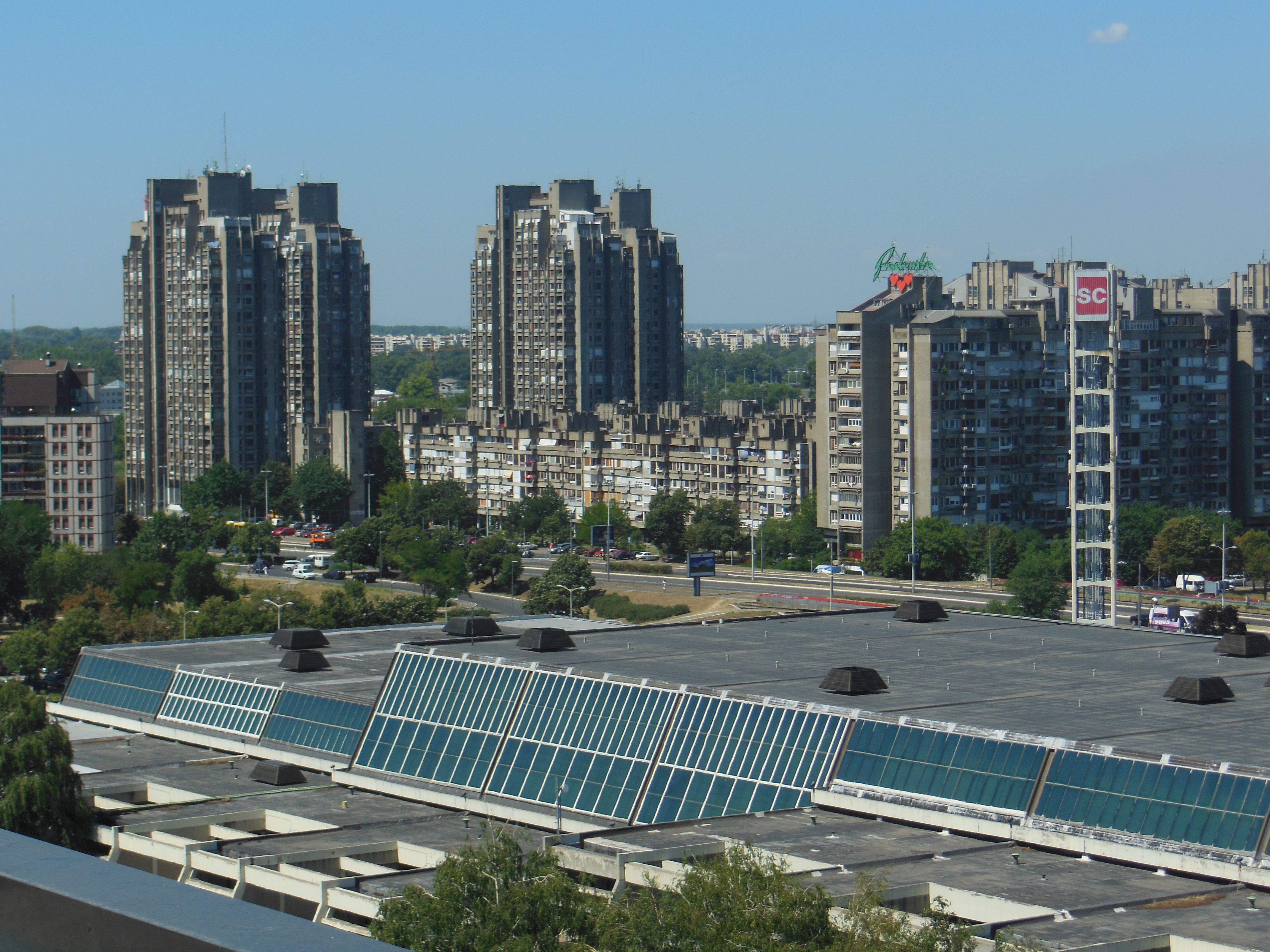
Sava Centar (1979), conçu par Stojan Maksimović à Belgrade
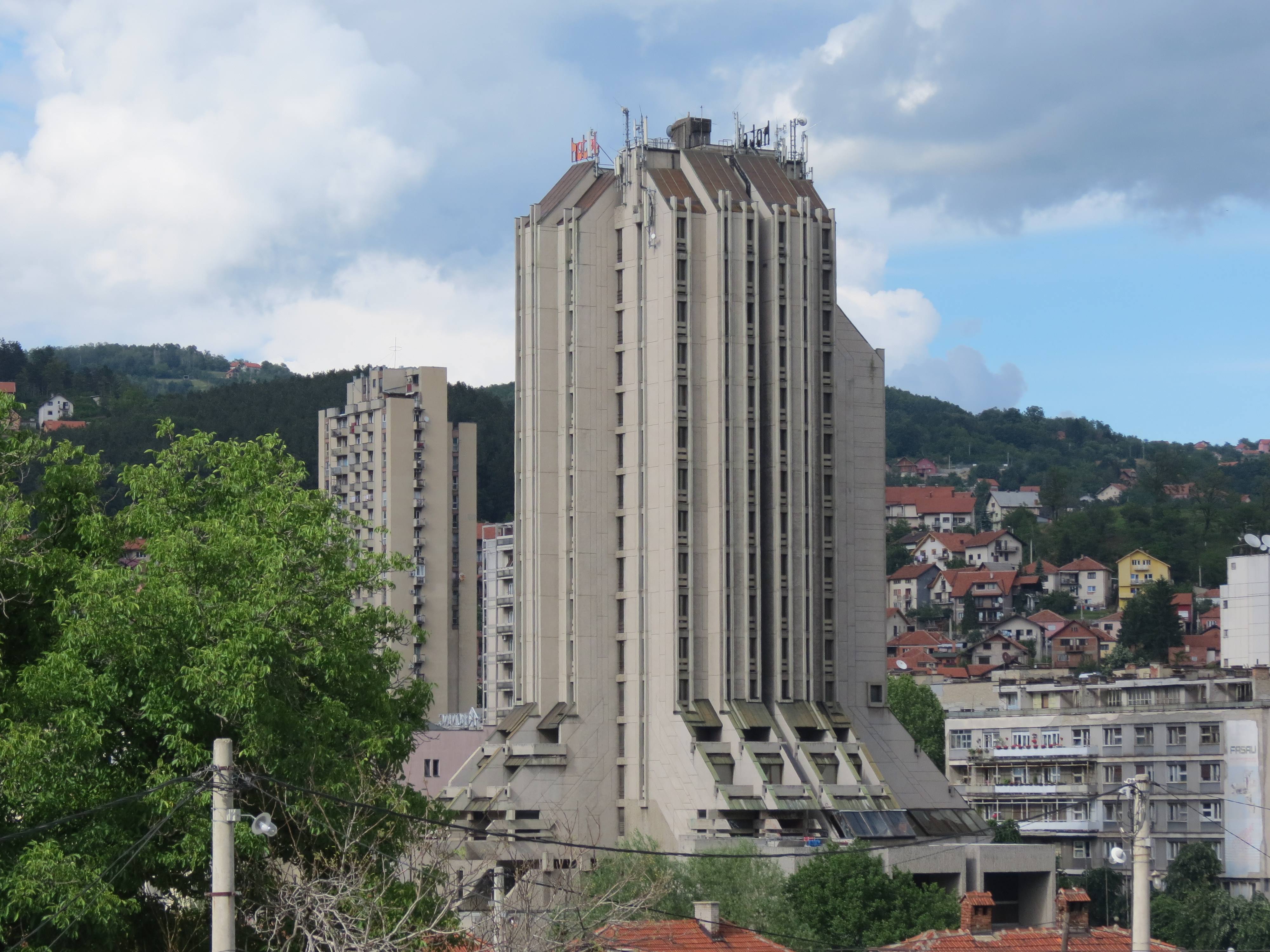
Hotel Zlatibor (1981) conçu par Svetlana Kana Radević à Užice

### La décentralisation

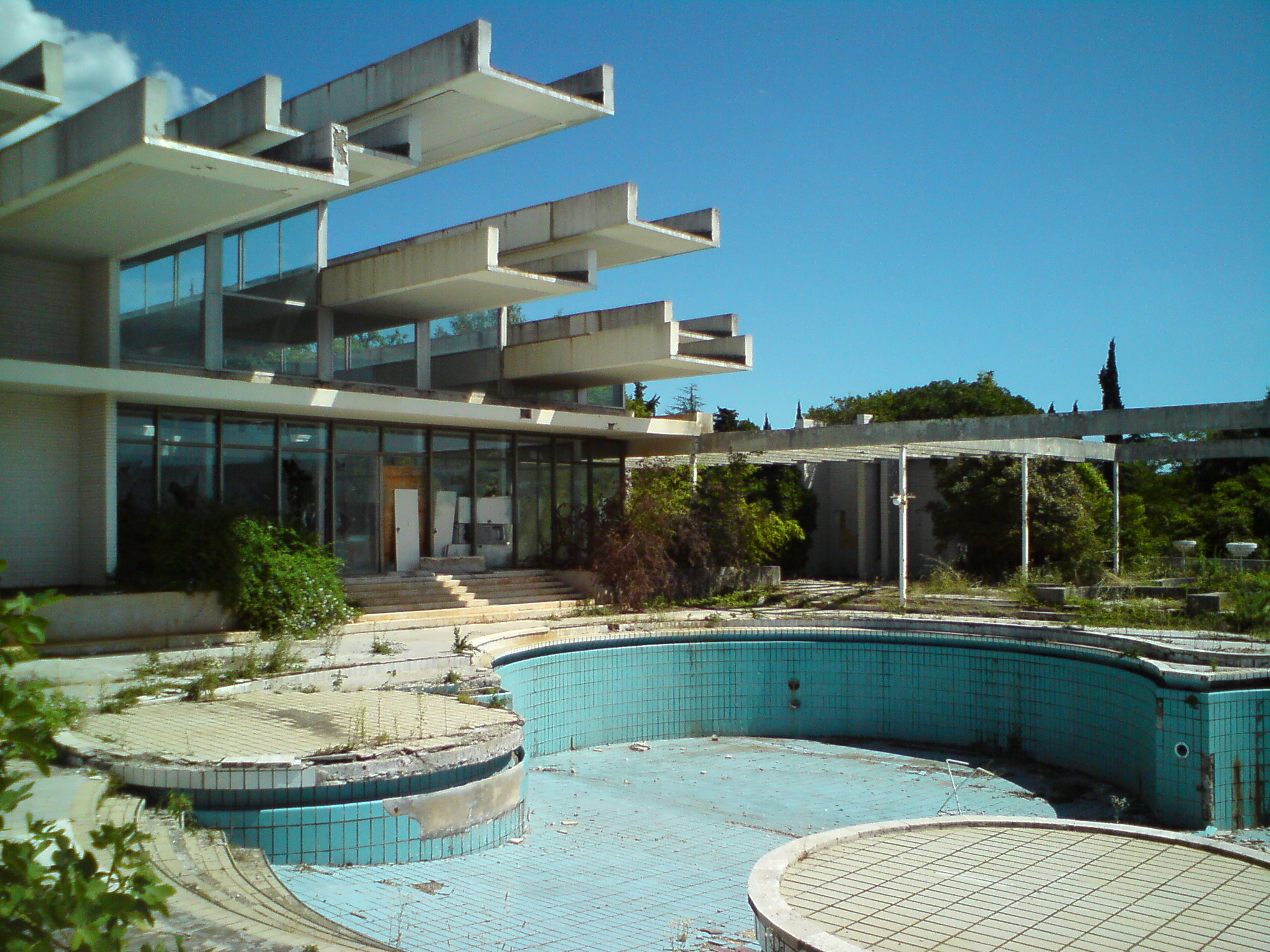
Le (1971), de, à Krk, aujourd'hui abandonné.

Avec les politiques de décentralisation et de libéralisation des années 1950 en Yougoslavie, l'architecture est devenue de plus en plus divisée selon des critères ethniques. Les architectes se sont de plus en plus concentrés sur la construction en référence à l'héritage architectural de leurs républiques socialistes respectives sous la forme du régionalisme critique. Un exemple notable de ce changement est la publication phare de Juraj Neidhardt (en) et Dušan Grabrijan (en), L'architecture de la Bosnie et la voie vers la modernité, qui cherchait à comprendre le modernisme à travers le prisme de l'héritage ottoman de la Bosnie,.
La distinction croissante des identités architecturales ethniques individuelles au sein de la Yougoslavie a été exacerbée par le processus de décentralisation, achevé en 1972, de l'autorité de préservation historique, qui offrit aux régions individuelles une opportunité supplémentaire d'analyser de manière critique leurs propres récits culturels.

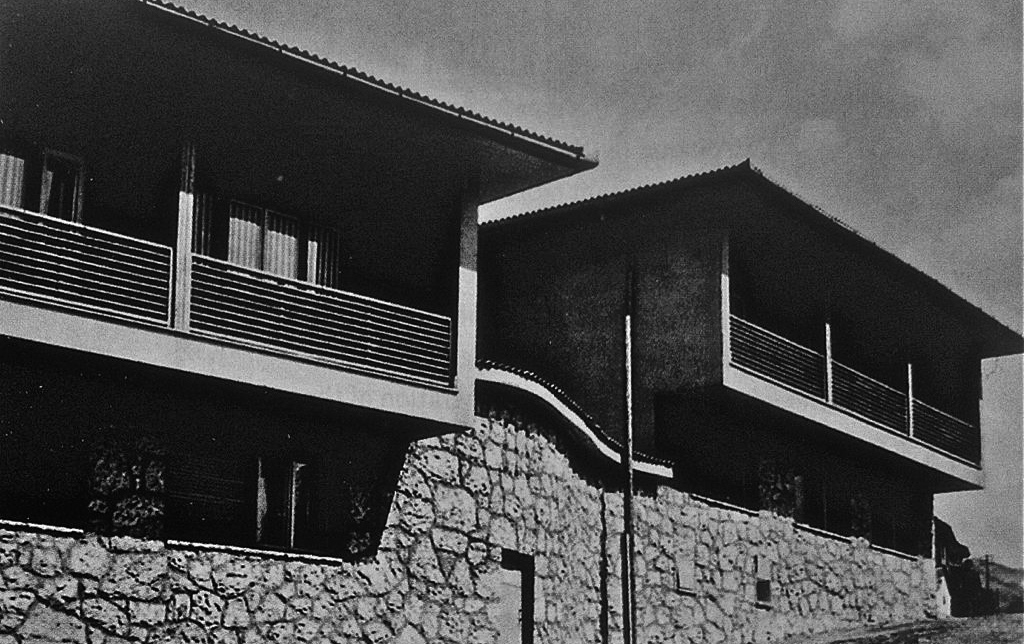
Ce complexe d'habitation de 1953 à Džidžikovac, conçu par Andrija Čičin-Šain, a été influencé par les loggias et doksa traditionnelles bosniaques
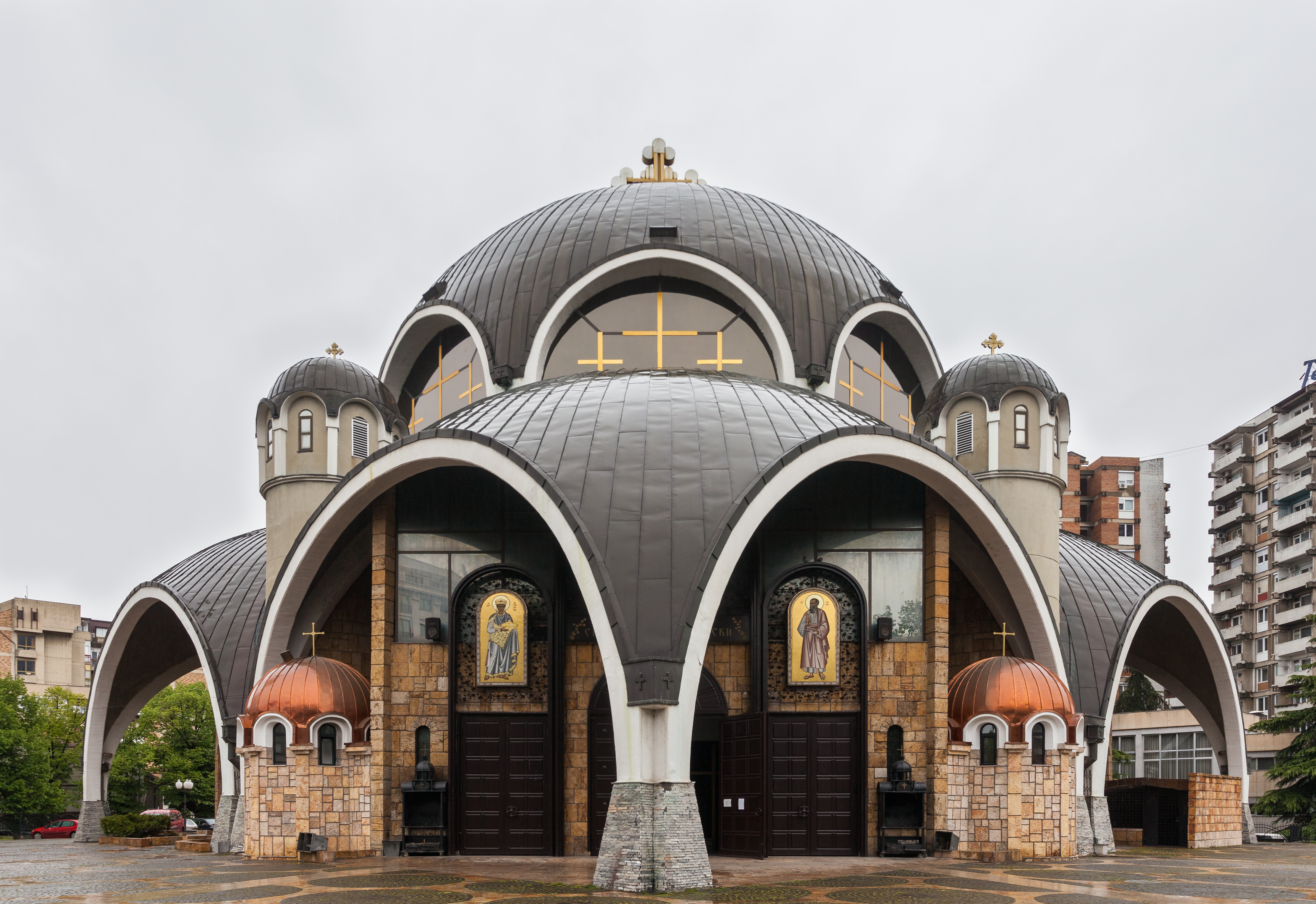
L'église Saint-Clément d'Ohrid (1972) de Slavko Brezoski à Skopje brouille les frontières entre l'architecture religieuse macédonienne et le postmodernisme
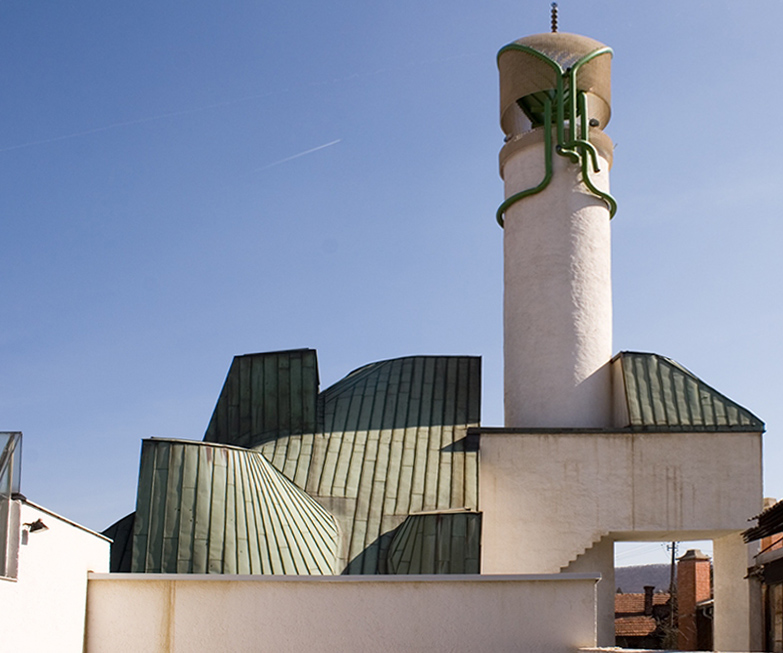
La mosquée blanche de Šerefudin (1980) de Zlatko Ugljen à Visoko fait référence à l'architecture traditionnelle de la mosquée bosniaque
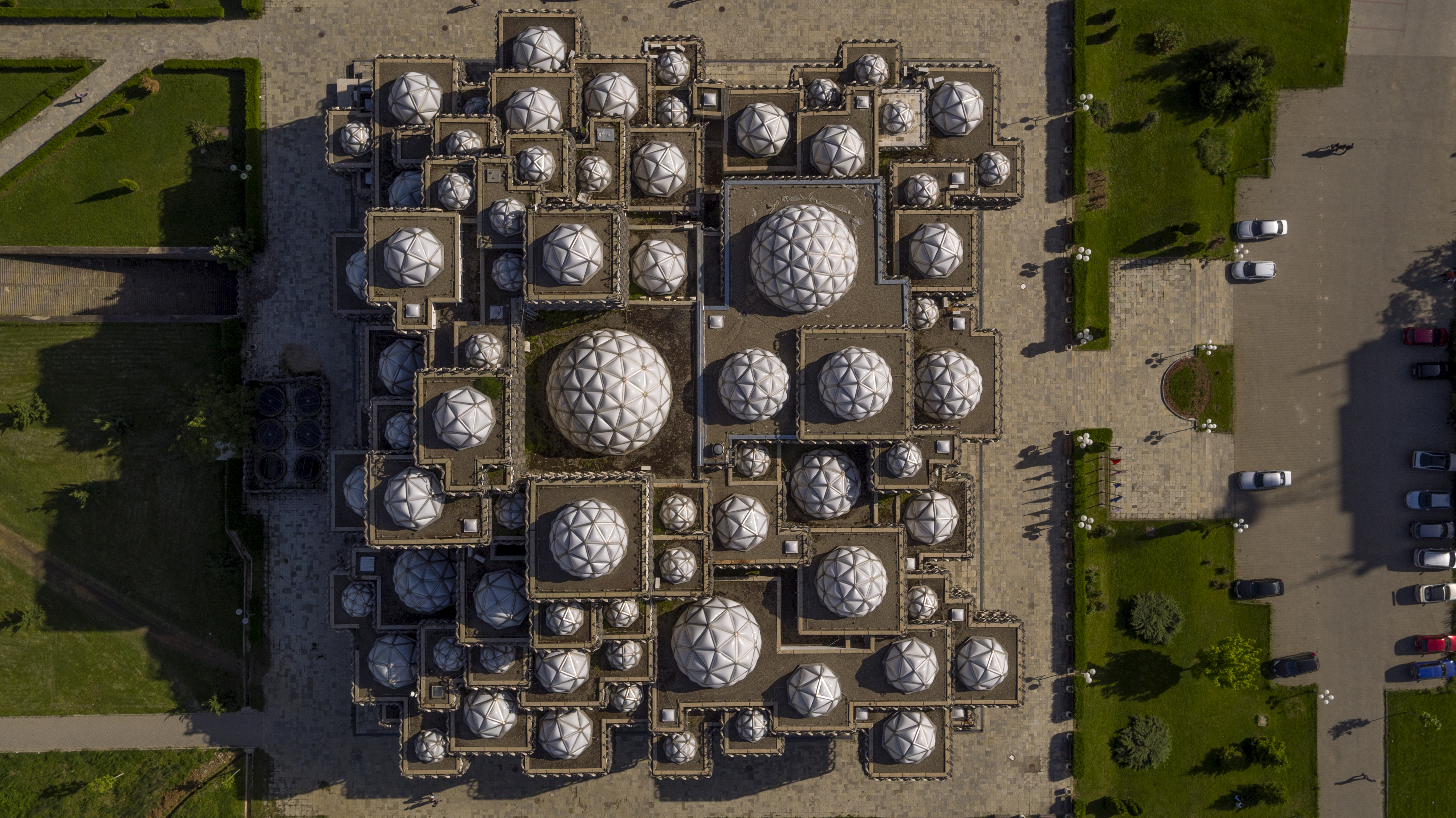
Les dômes de la Bibliothèque nationale du Kosovo d'Andrija Mutnjaković (1982) à Pristina rappellent l'héritage islamique du Kosovo

## À l'étranger
L'architecture yougoslave s'est également exportée à l'étranger, comme le prouve par exemple le Findeco House, construit par les architectes yougoslaves Dušan Milenković et Branimir Ganović à Lusaka en Zambie.

## Dans la culture populaire

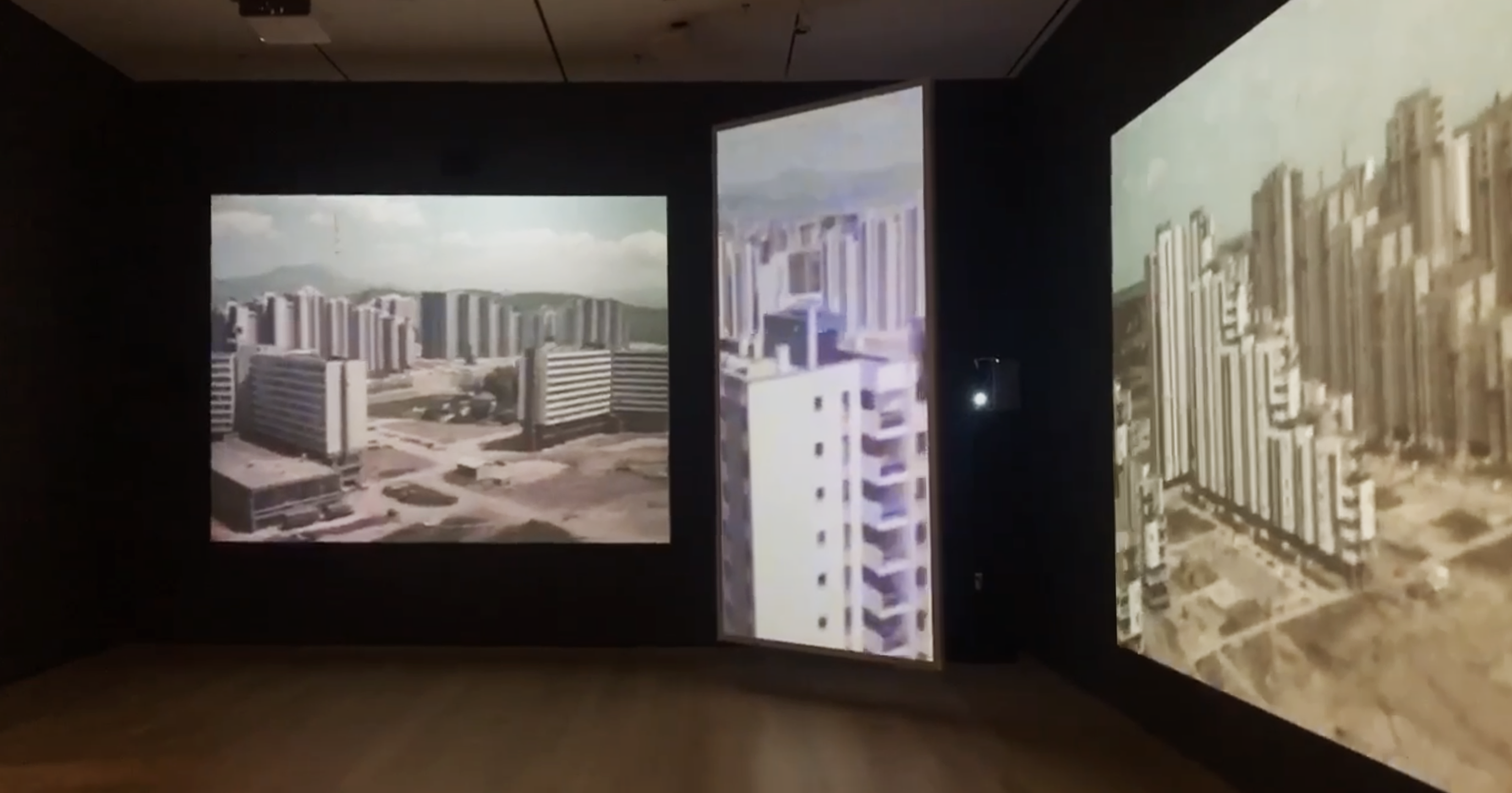
Installation vidéo dans l'exposition « Vers une utopie concrète » au Musée d'art moderne de New-York.

L'architecture yougoslave, en particulier celle des monuments, a attiré une attention accrue du public ces dernières années. À la fin des années 1990 et au début des années 2000, le photographe belge Jan Kempenaers a publié une série de photographies documentant les monuments et mémoriaux délabrés de la Seconde Guerre mondiale en Yougoslavie. En juillet 2018, le MoMA a inauguré une exposition de 6 mois intitulée « Vers une utopie concrète » qui a offert aux visiteurs une vaste collection d'images, de modèles architecturaux et de dessins de l'architecture yougoslave de 1948 à 1980. Parallèlement, le chercheur et auteur américain Donald Niebyl travaille depuis 2016 à la création d'une ressource pédagogique en ligne pour explorer et cataloguer l'histoire des monuments et de l'architecture yougoslaves, intitulée « Spomenik Database ».

## Galerie

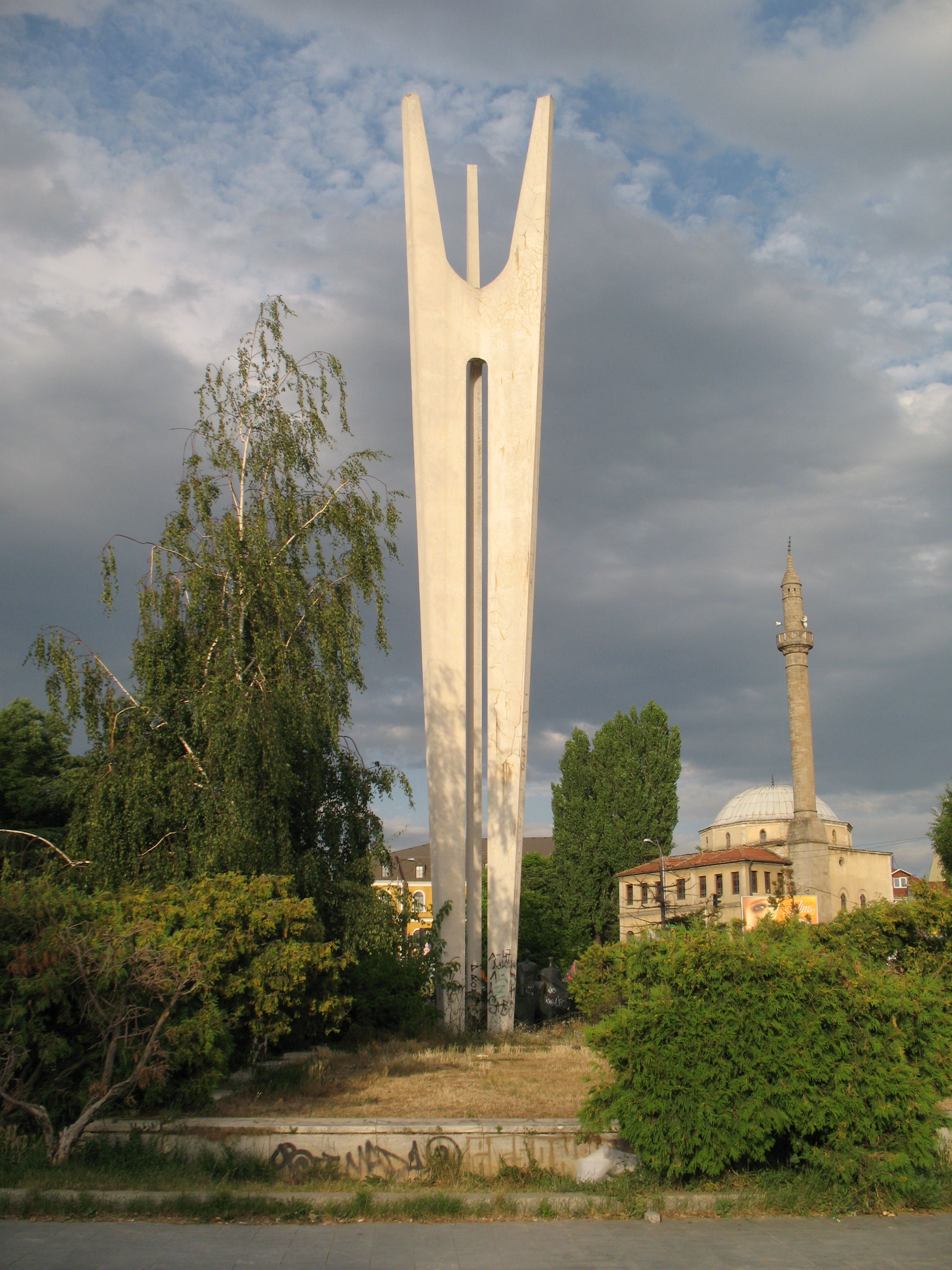
Monument de la Fraternité et de l'Unité (1961) par Miodrag Živković à Pristina
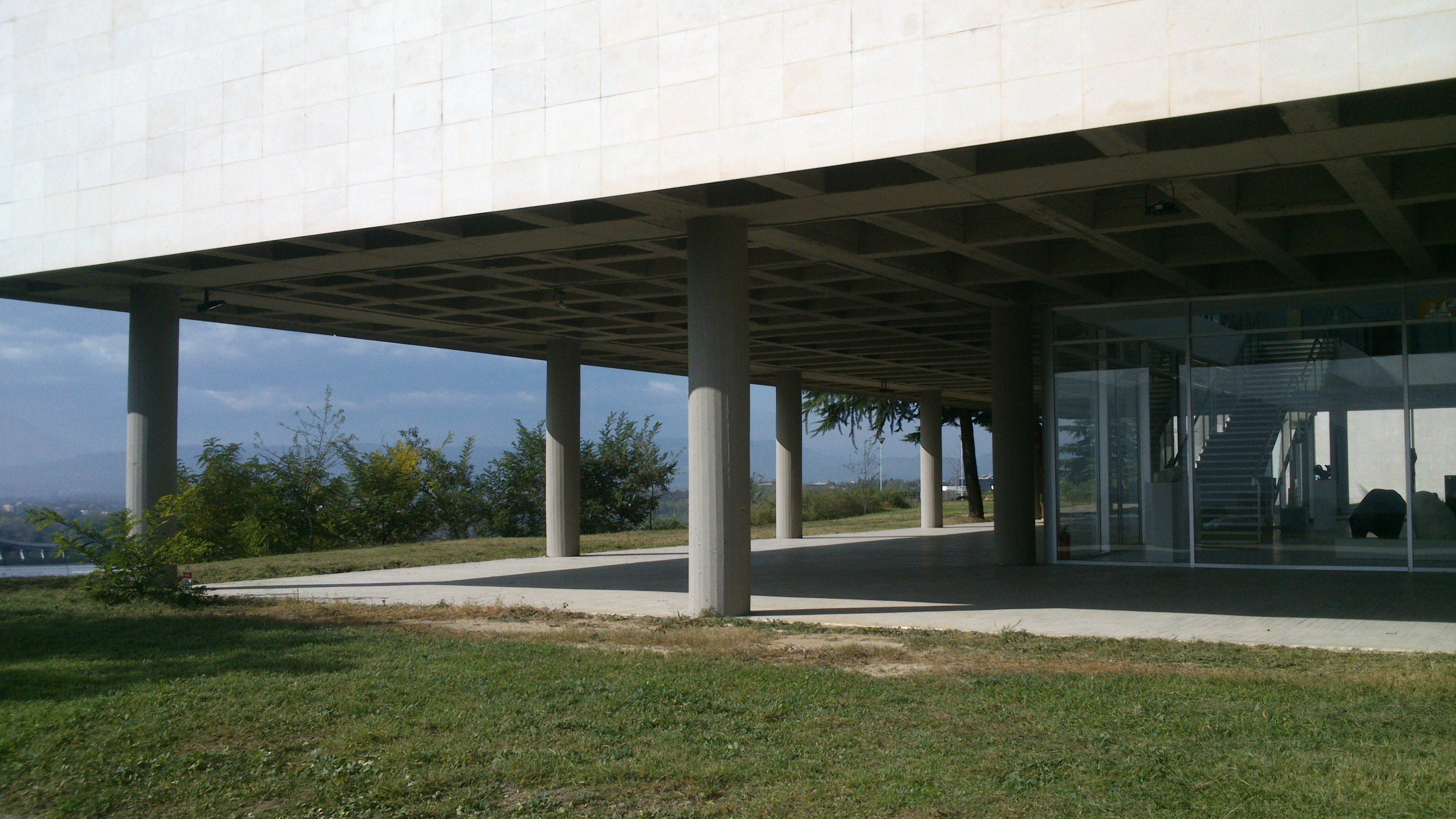
Musée d'Art contemporain de Skopje (1970)
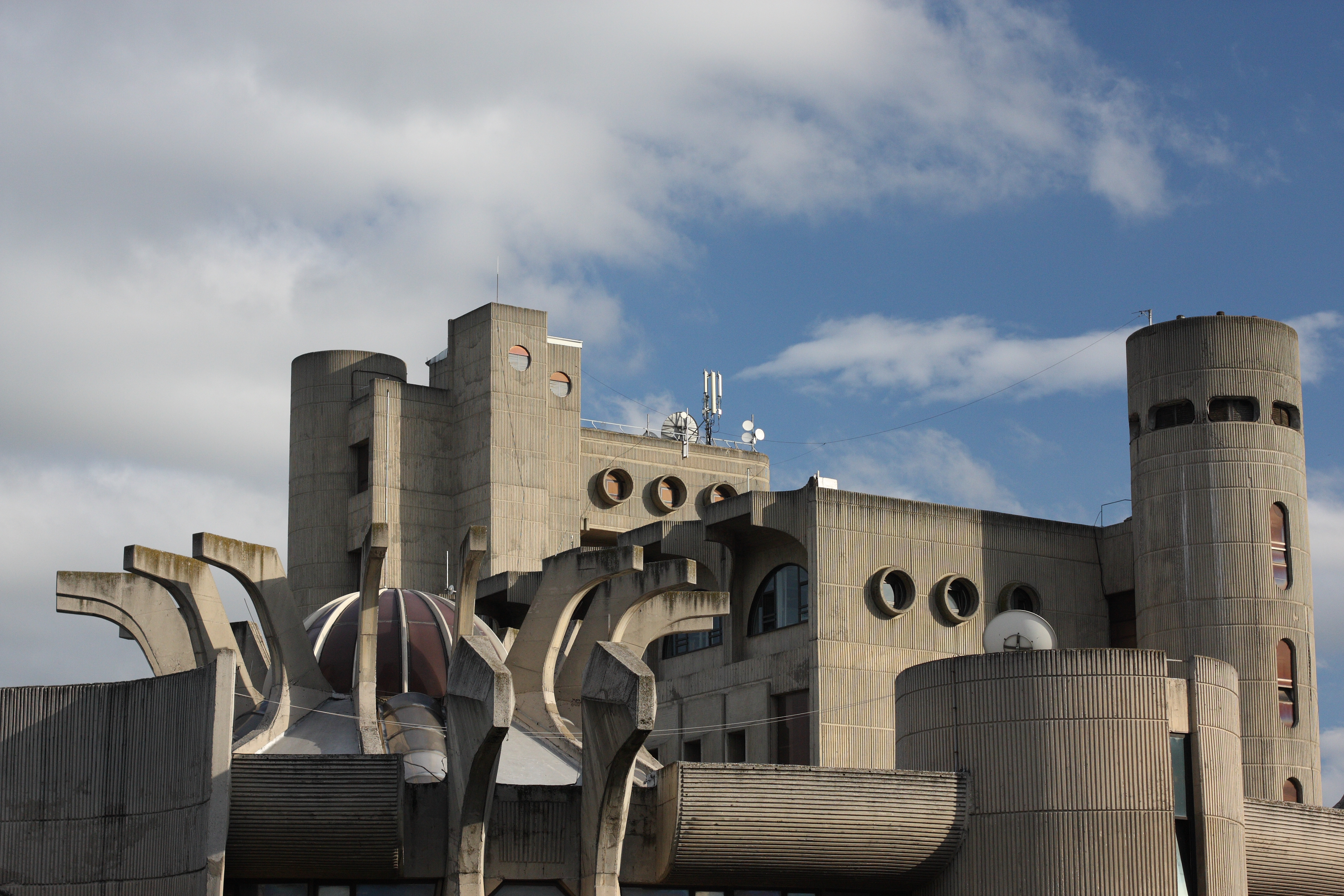
Poste centrale de Skopje (1974) par Janko Konstantinov
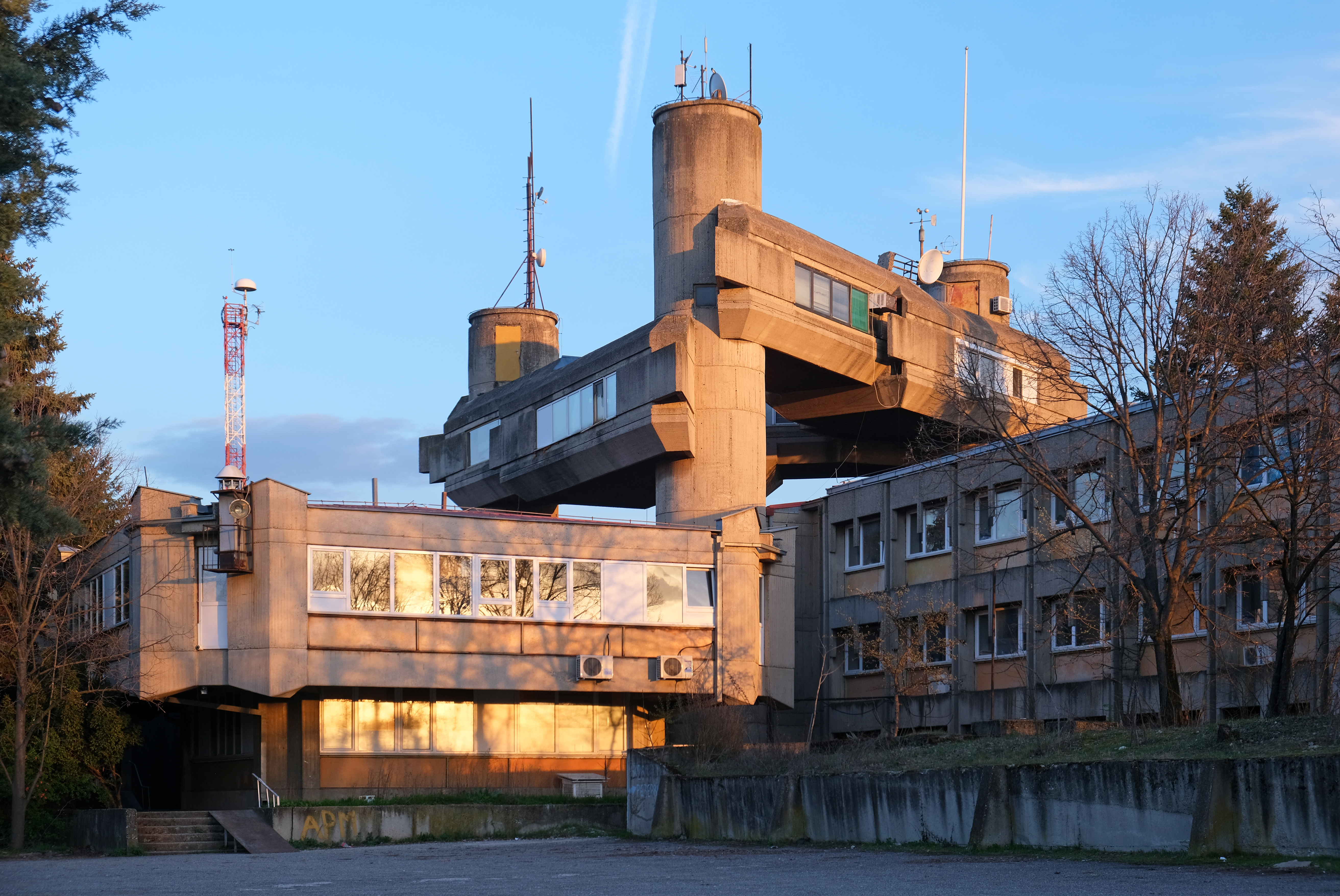
Institut hydrométéorologique (1979) par Krsto Todorovski (en) à Skopje
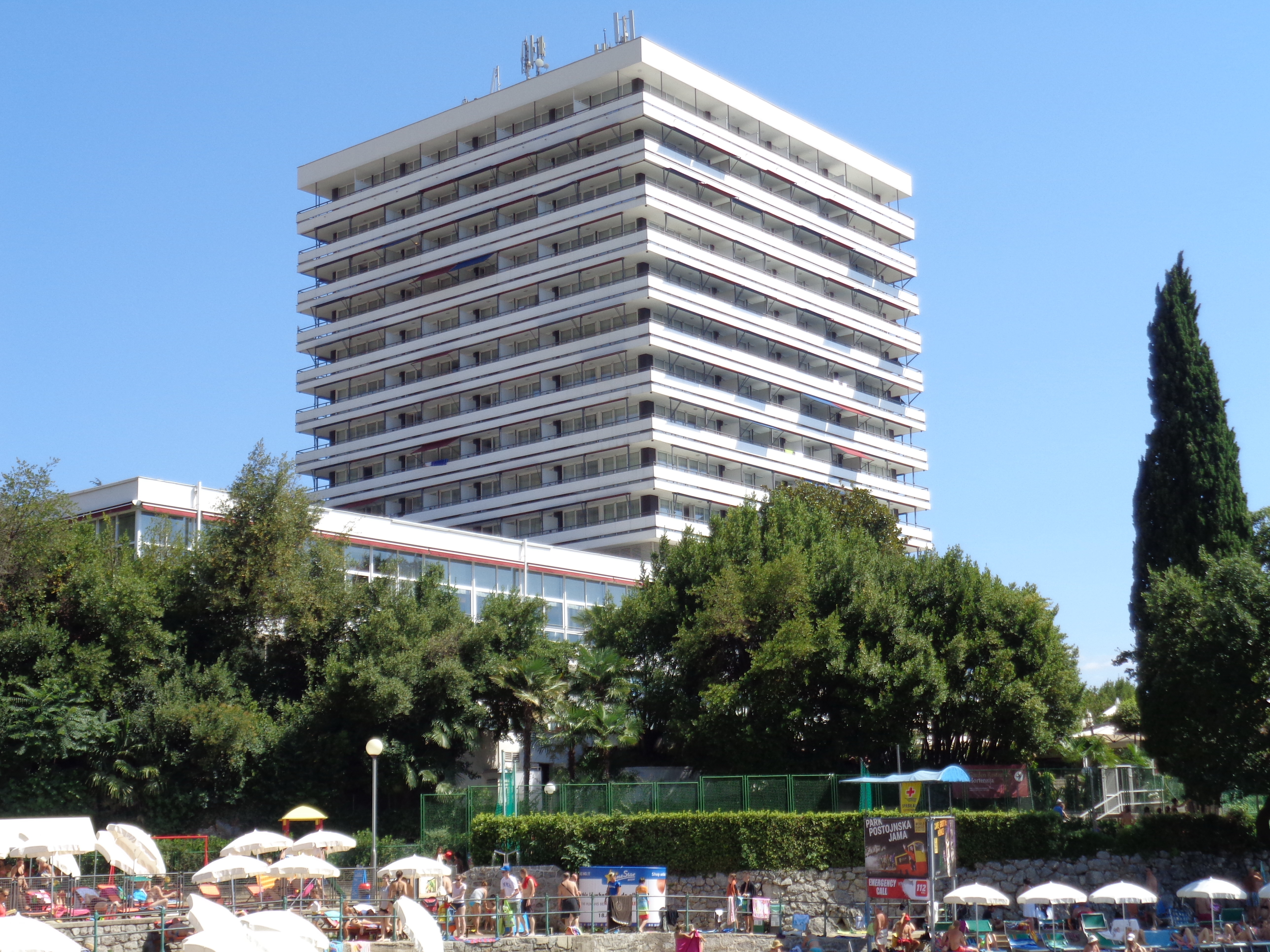
Hotel Ambasador à Opatija
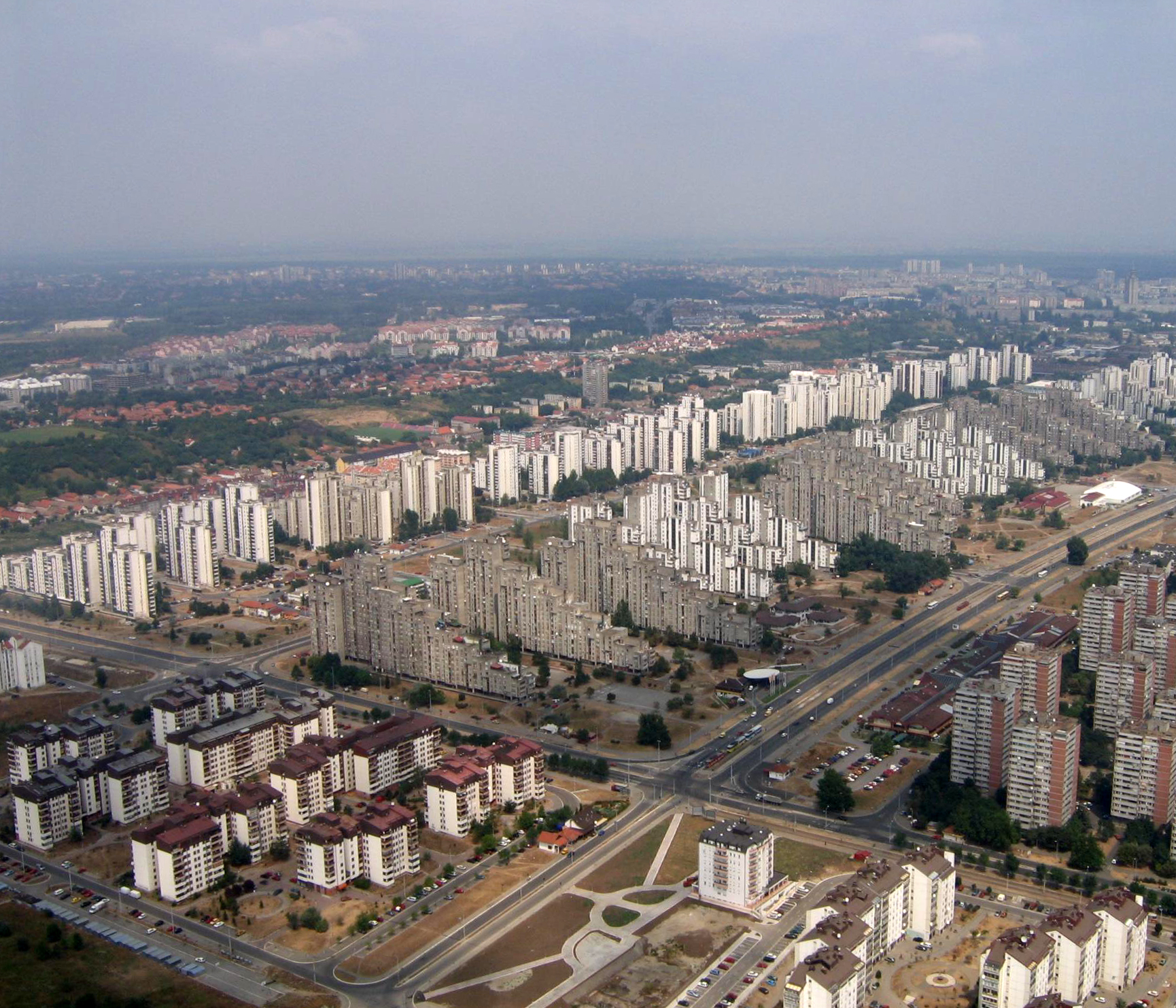
Urbanisme en blocs d'immeubles à Belgrade
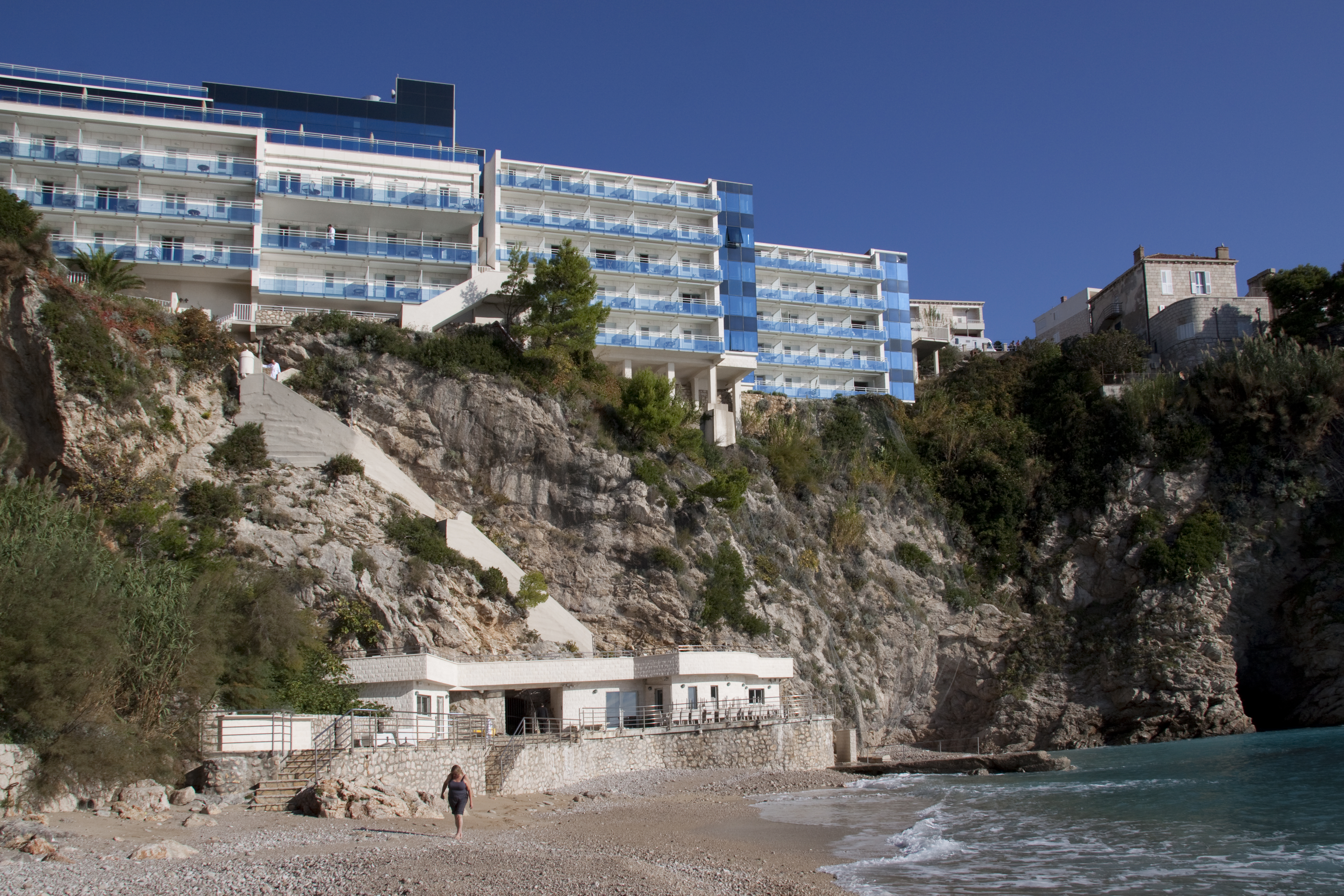
Hôtel Bellevue à Dubrovnik